# Église Saint-Pierre-et-Saint-Paul d'Ottmarsheim
 (juin 2024).
 (juin 2024).
Si vous disposez d'ouvrages ou d'articles de référence ou si vous connaissez des sites web de qualité traitant du thème abordé ici, merci de compléter l'article en donnant les références utiles à sa vérifiabilité et en les liant à la section « Notes et références ».
Pour les articles homonymes, voir Église Saint-Pierre-et-Saint-Paul.
L'église Saint-Pierre-et-Saint-Paul d'Ottmarsheim est une église du XIe siècle située à Ottmarsheim dans le Haut-Rhin, en Alsace, dans le Grand Est. Fondée par Rodolphe d'Altenbourg, un des fondateurs de la maison de Habsbourg, et dédiée aux apôtres du Christ Saint Pierre et Saint Paul, elle est célèbre en Alsace et dans le Rhin Supérieur pour son architecture remarquable et rare d'église à plan centré octogonal de style paléochrétienne, byzantine, pré-romane, carolingienne, et ottonienne, inspirée de la chapelle palatine d'Aix-la-Chapelle de l'empereur carolingien Charlemagne et de l'église du Saint-Sépulcre de Jérusalem (le tombeau du Christ).
 L'église est classée aux monuments historiques depuis le 1er octobre 1841.

## Historique
Le village agricole d'Ottmarsheim est fondé sur l'ancienne voie romaine qui reliait Bâle à Strasbourg, le long du Rhin (frontière franco-allemande). Avec sa nécropole mérovingienne des VIe et VIIe siècles, il est baptisé du nom d'Othmar de Saint-Gall (v.690-759, abbé fondateur de l'abbaye de Saint-Gall du VIIe siècle et de son importante bibliothèque de l'abbaye de Saint-Gall de l'Empire carolingien, qui possédait des biens à proximité) et du terme germanique Heim (foyer, maison, village en alsacien).

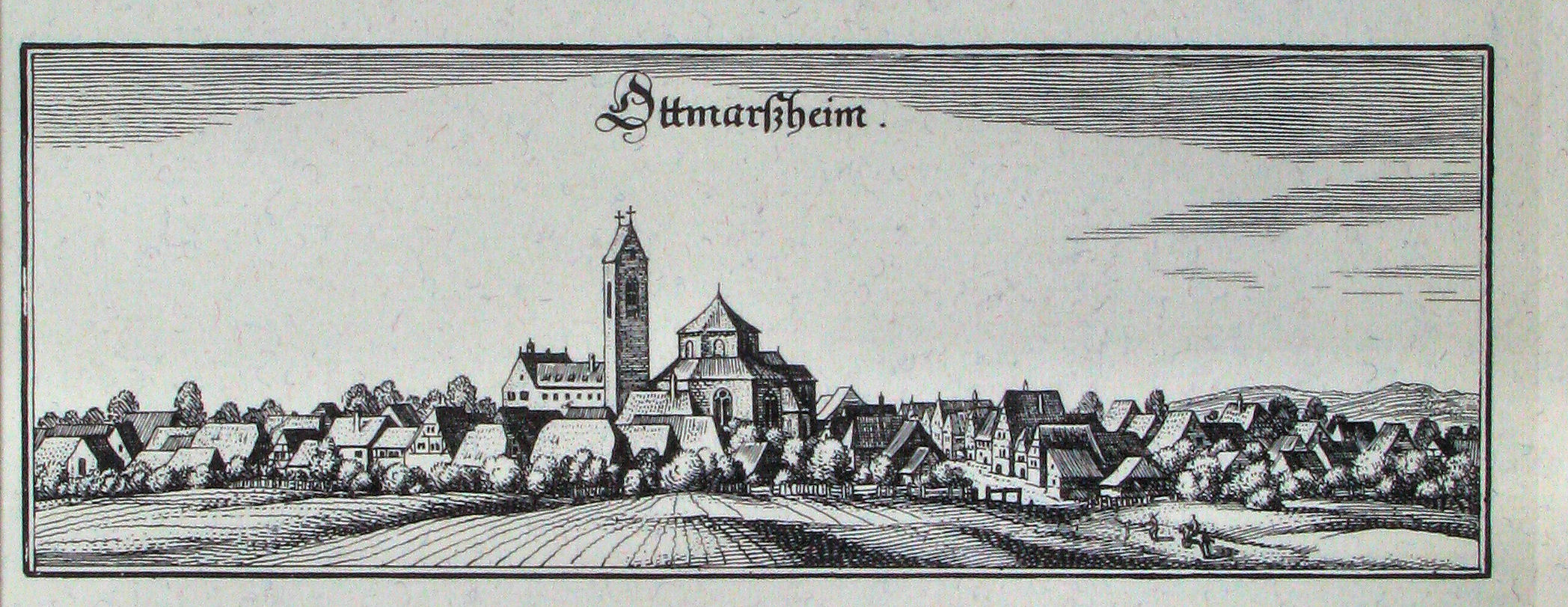
Ottmarsheim et son abbaye en 1663 (Topographia Germaniae de Martin Zeiller).
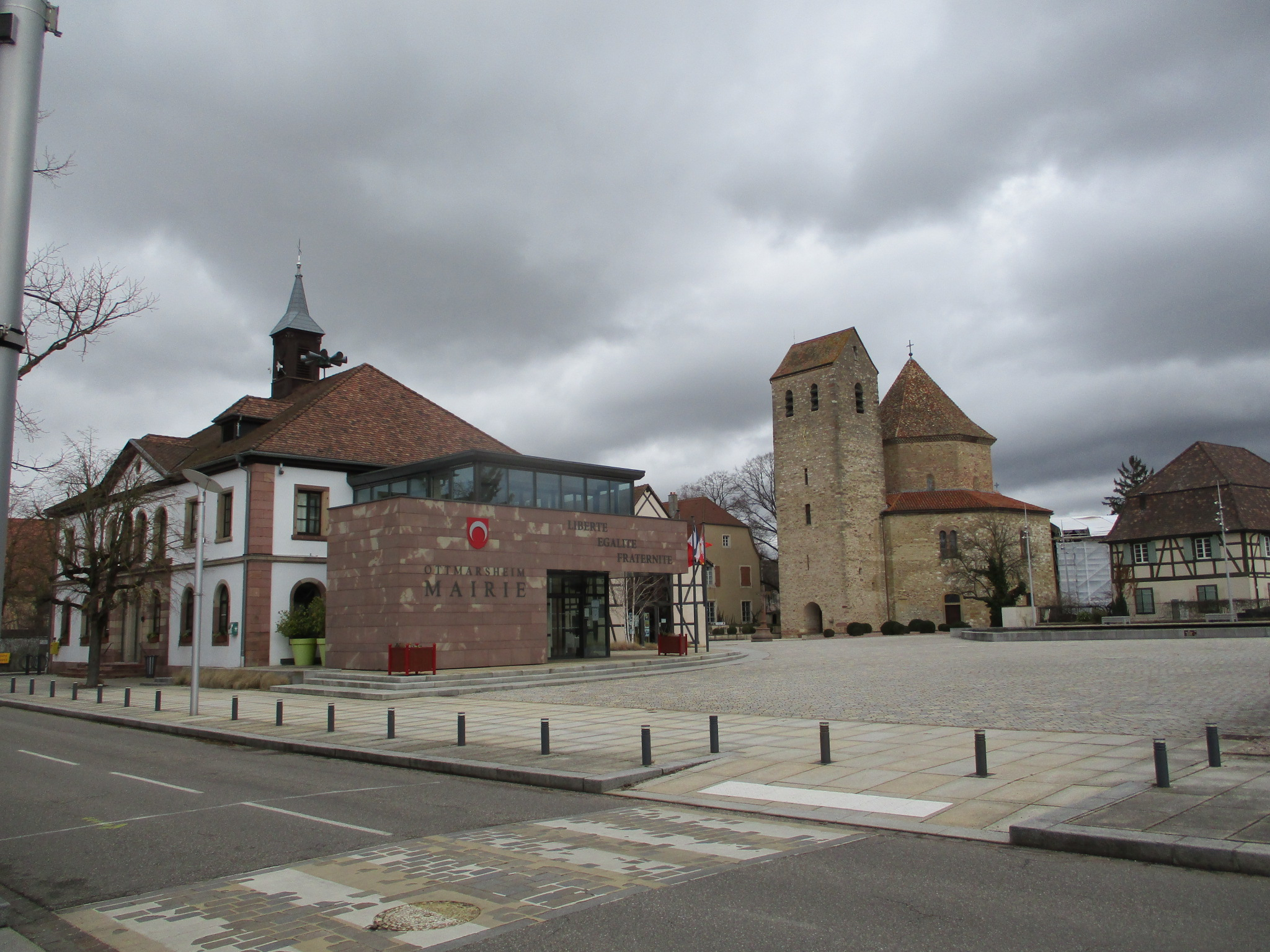
Entre l'hôtel de ville et le presbytère.

Siège d'une importante douane aux revenus importants, il est un des centres historiques des territoires héréditaires des Habsbourg (évolution territoriale des possessions des Habsbourg) convoité par de nombreuses importantes familles nobles de l'époque.

### Abbaye Sainte-Marie d'Ottmarsheim
À la fin de l'Empire carolingien, et à la fondation du Saint-Empire romain germanique, et de la féodalité dans tout l'Occident chrétien de l'An mille, le comte du duché d'Alsace (ou Margrave) Rodolphe d'Altenbourg (v985-v1053) et son épouse Cunégonde (un des ancêtres fondateurs de la Maison de Habsbourg, descendant présumé du premier duc d'Alsace Etichon-Adalric d'Alsace (v635-690) de la dynastie de la noblesse franque des Étichonides, descendants de l'aristocratie Lingons...) fonde vers 1030, sur son domaine familial alsacien d'Ottmarsheim, l'Abbaye bénédictine Sainte-Marie d'Ottmarsheim, pour des religieuses, ainsi que cette abbatiale (consacrée en 1049 par le pape Léon IX, éminent membre alsacien de sa famille, qui fait don à l'abbaye de reliques de Saint Quirin de Neuss).

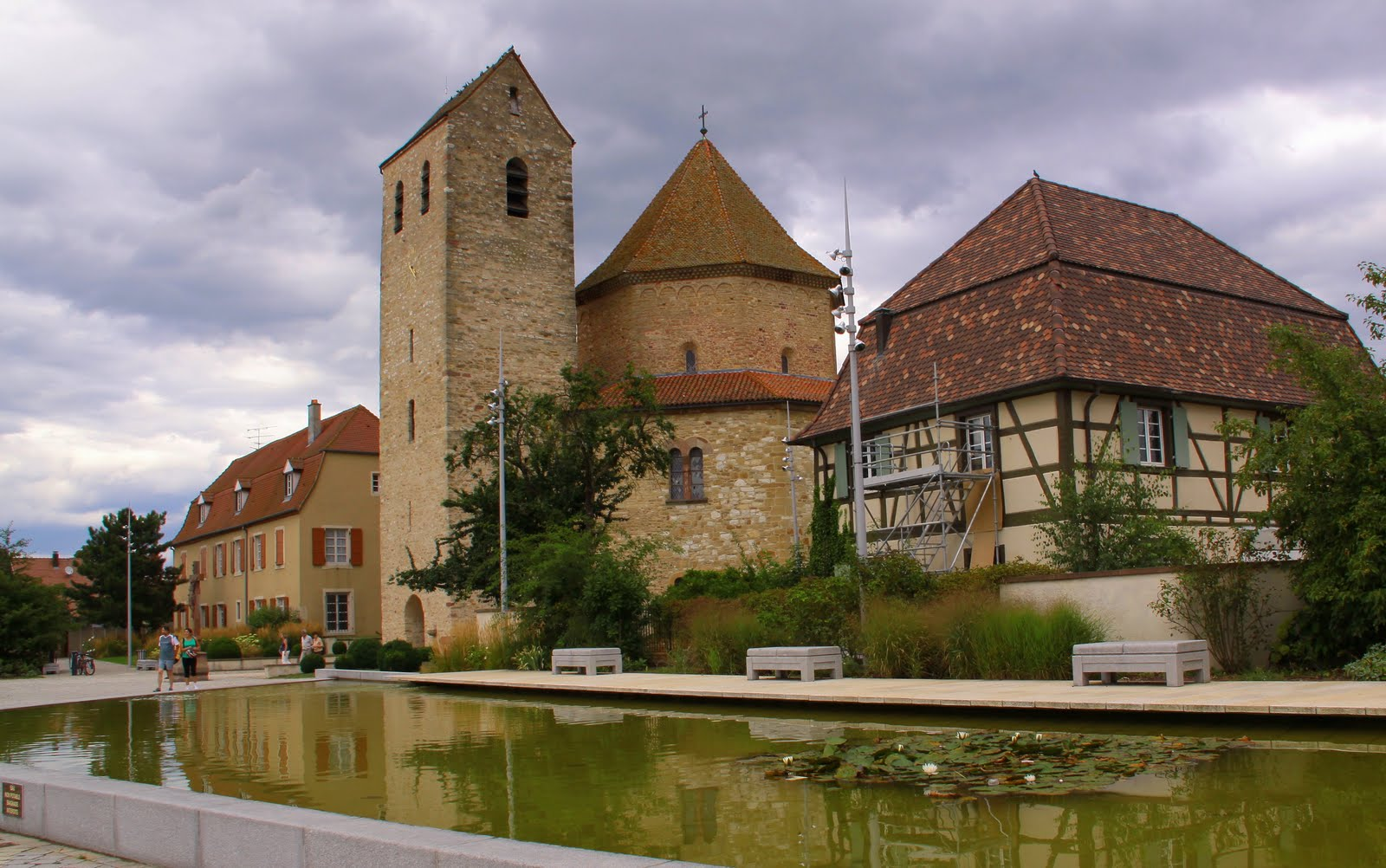
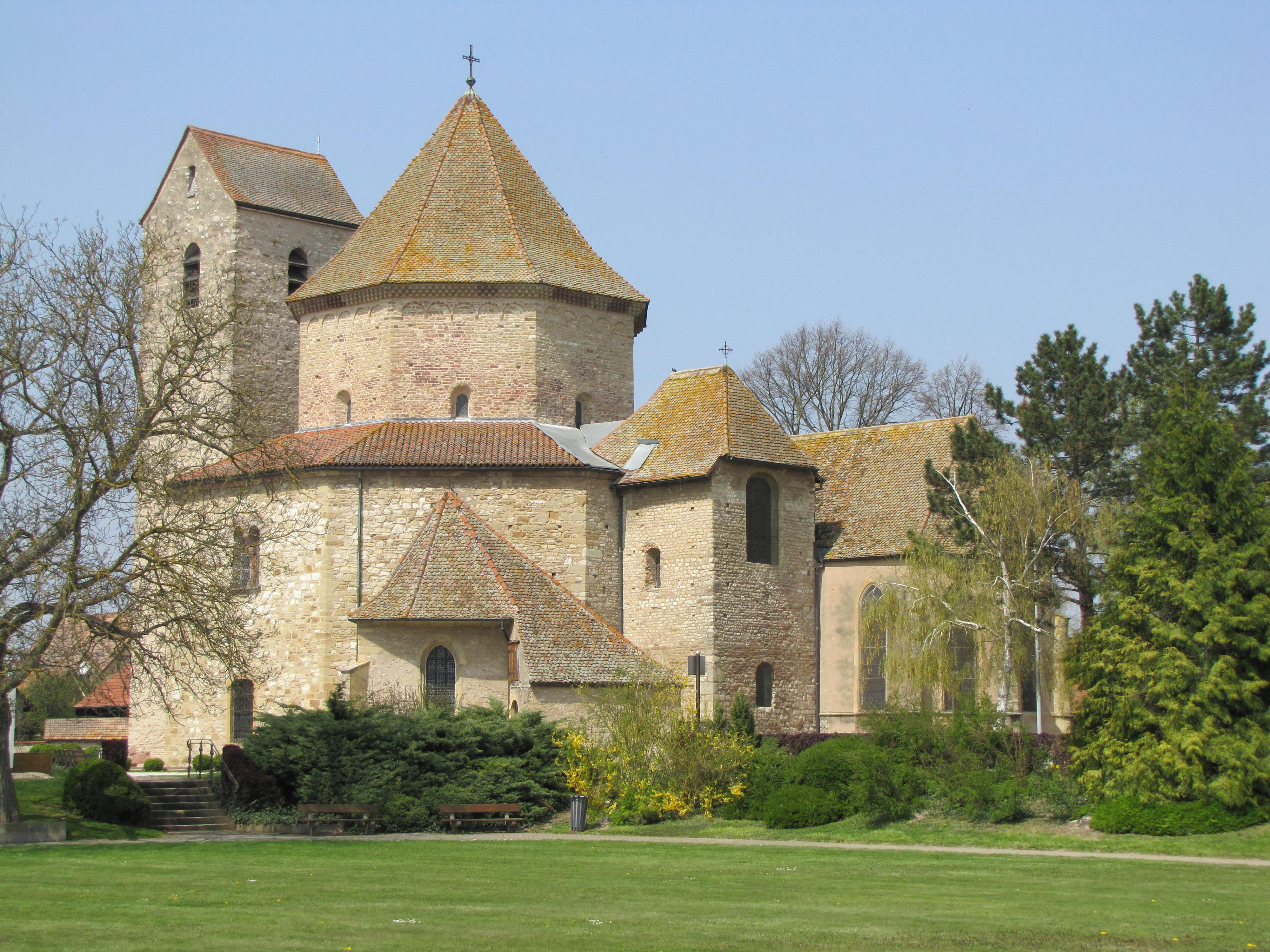
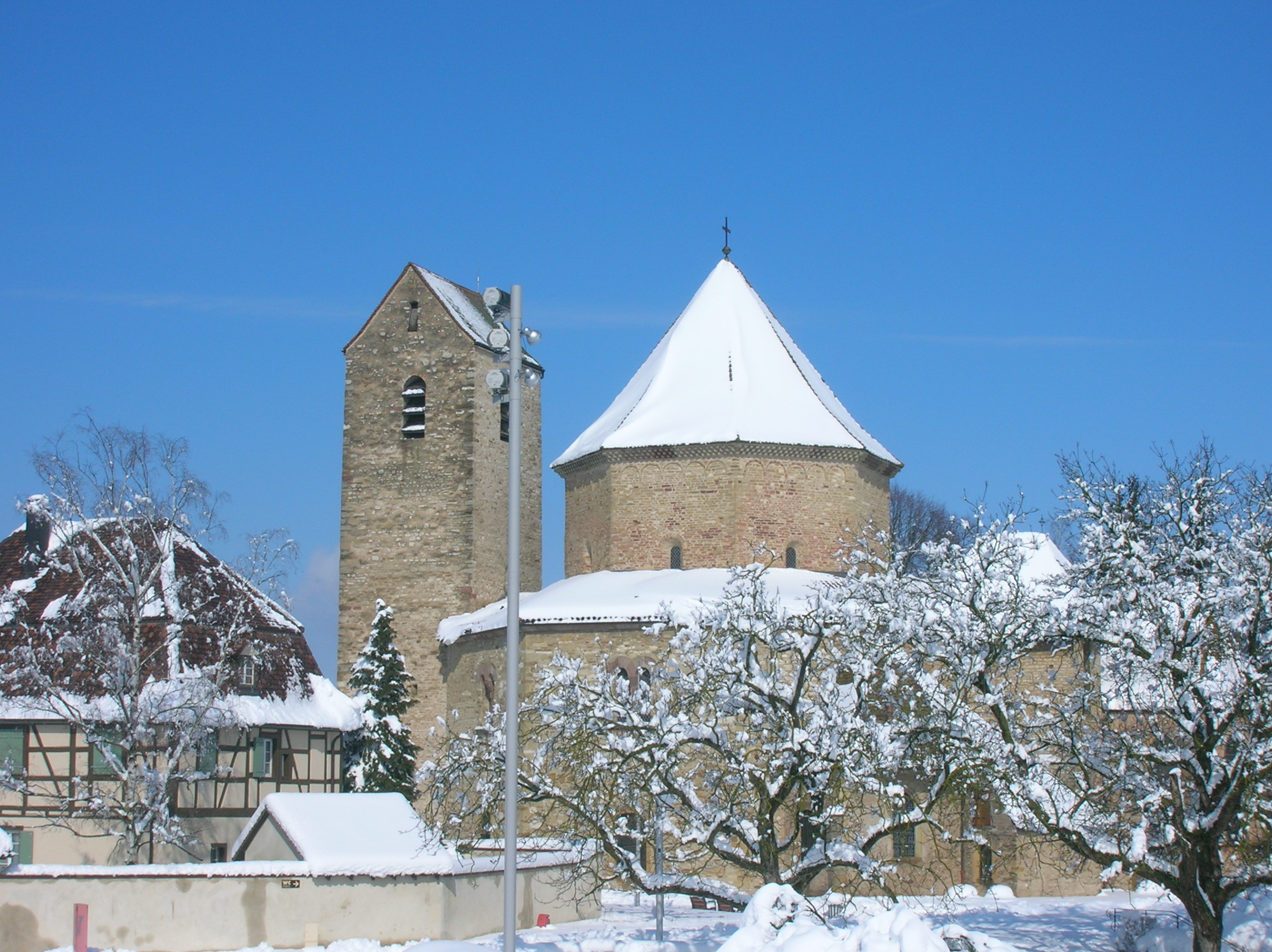

Vers 1050, Rodolphe d'Altenbourg fonde également son Château de Butenheim sur sa seigneurie voisine de Butenheim. Son frère Radbot de Habsbourg fonde l'Abbaye de Muri en Suisse alémanique, et son frère ou oncle présumé évêque de Strasbourg Werner de Habsbourg, fait construire la Cathédrale Notre-Dame de Strasbourg... Il construit avec son frère Radbot le château de Habsbourg sur leurs terres familiales du Canton d'Argovie en Suisse alémanique qui donne leur nom à leur dynastie de la Maison de Habsbourg, qui règne en grande partie sur le Saint-Empire romain germanique (Ier Reich) jusqu'à son anéantissement en 1806 par les guerres napoléoniennes de l'empereur Napoléon Ier.

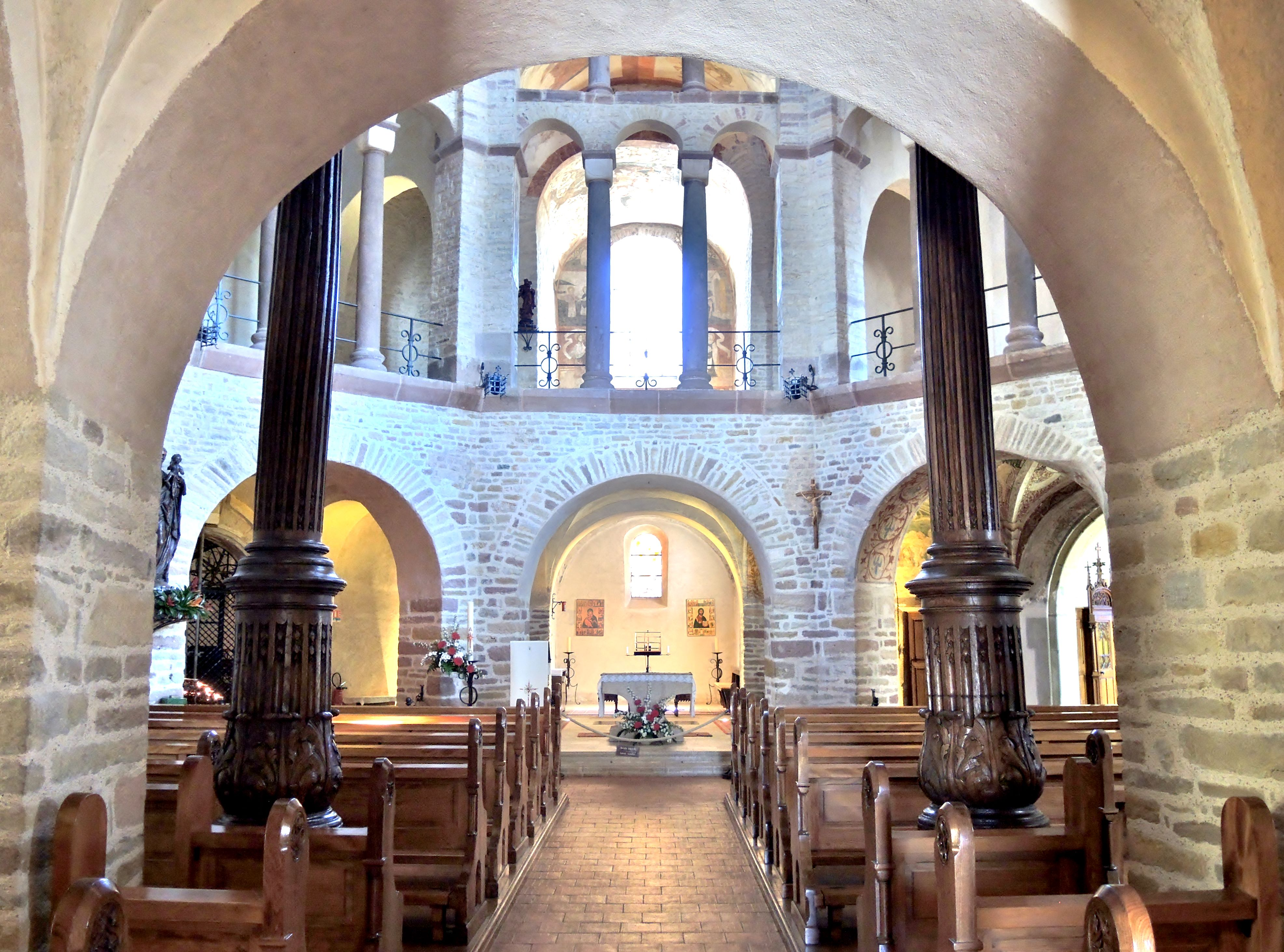
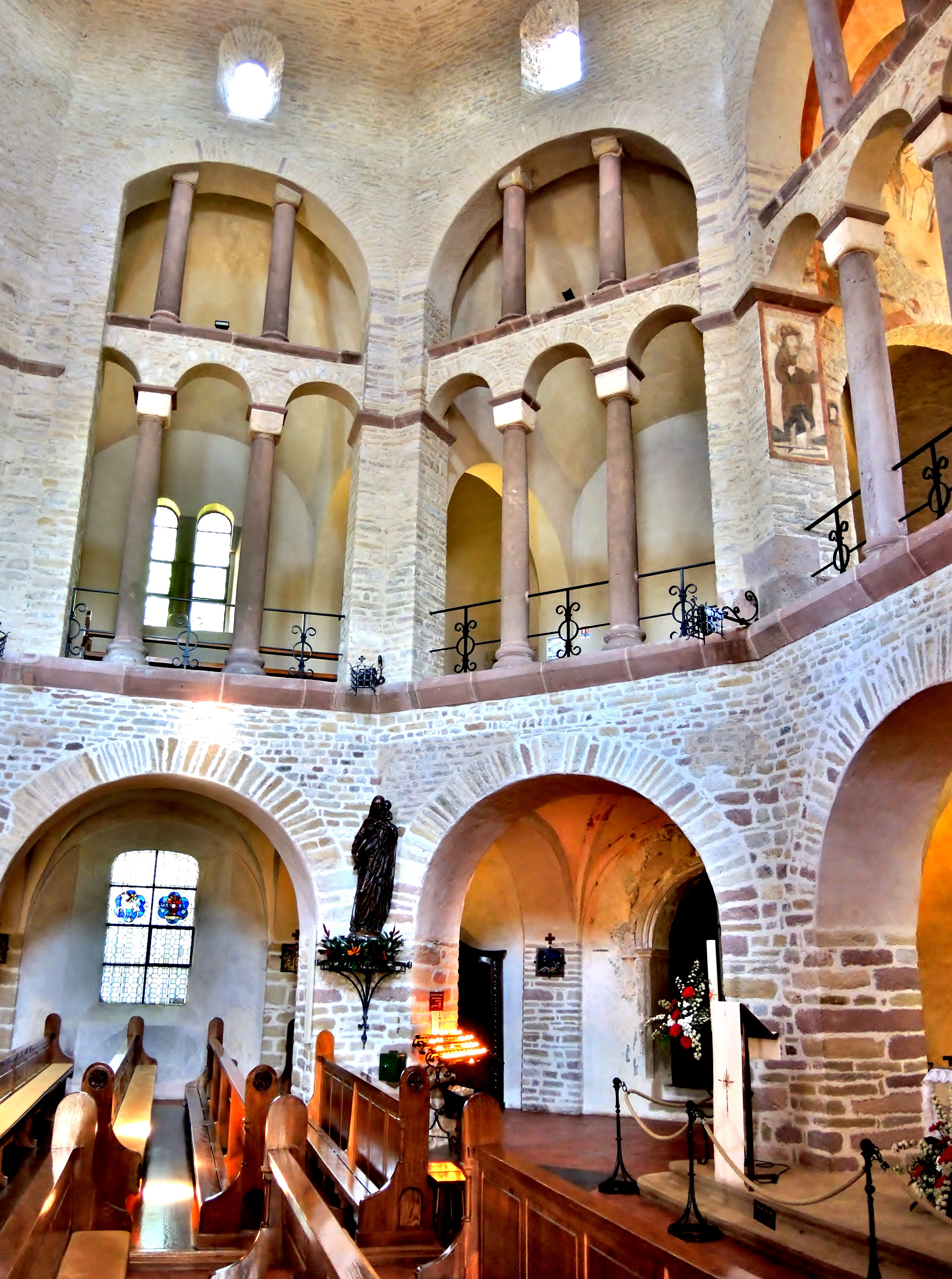
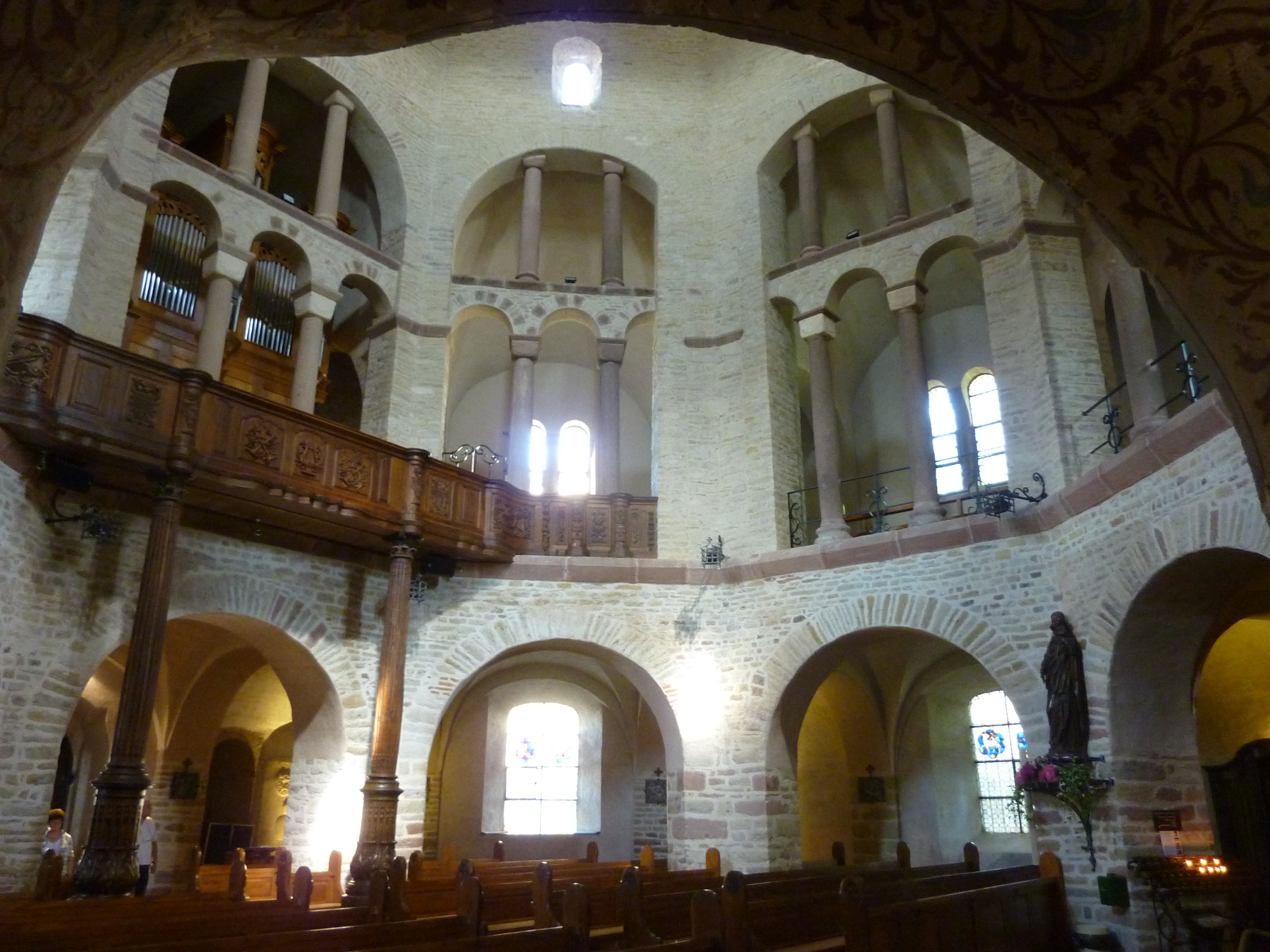
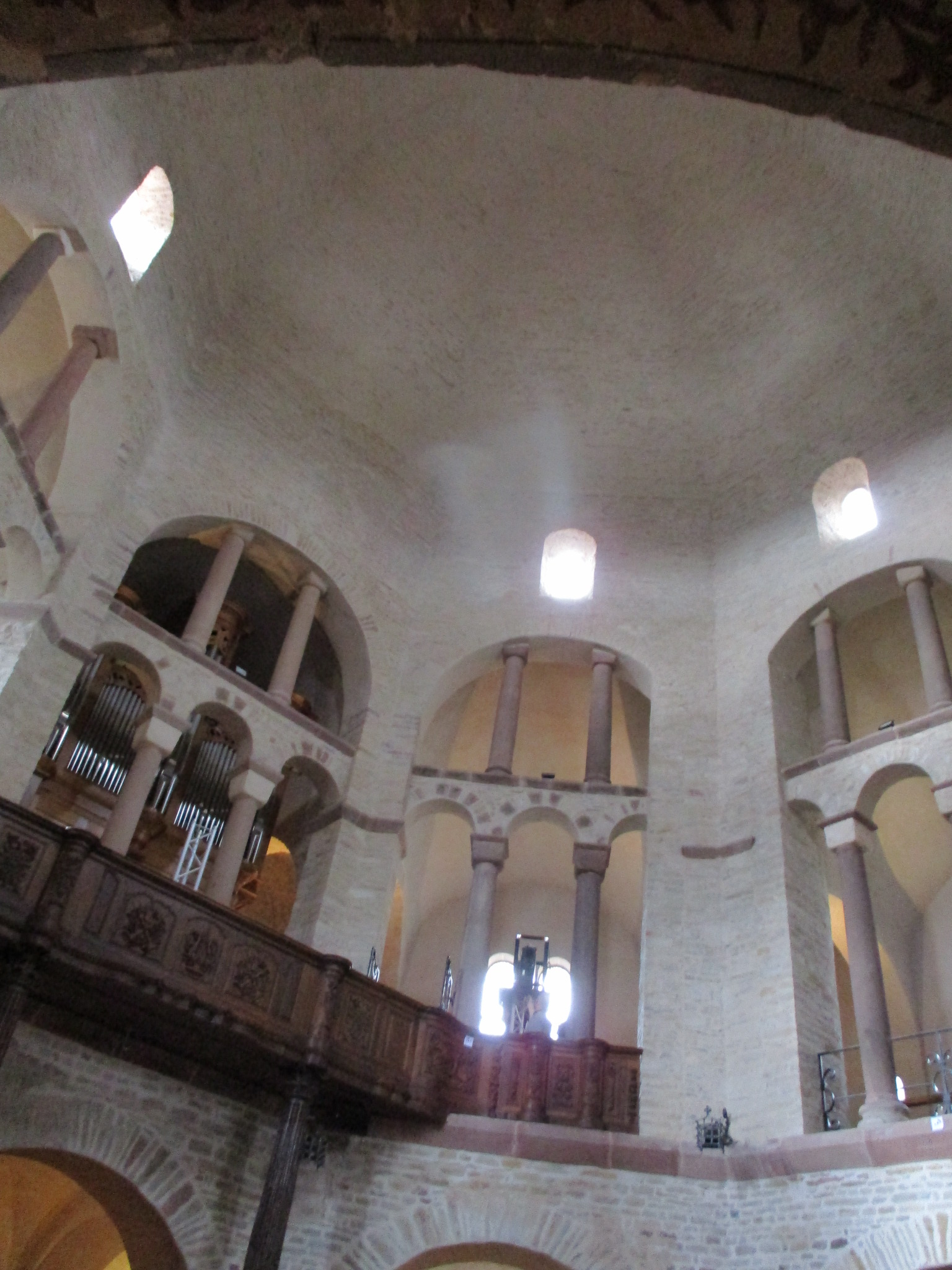
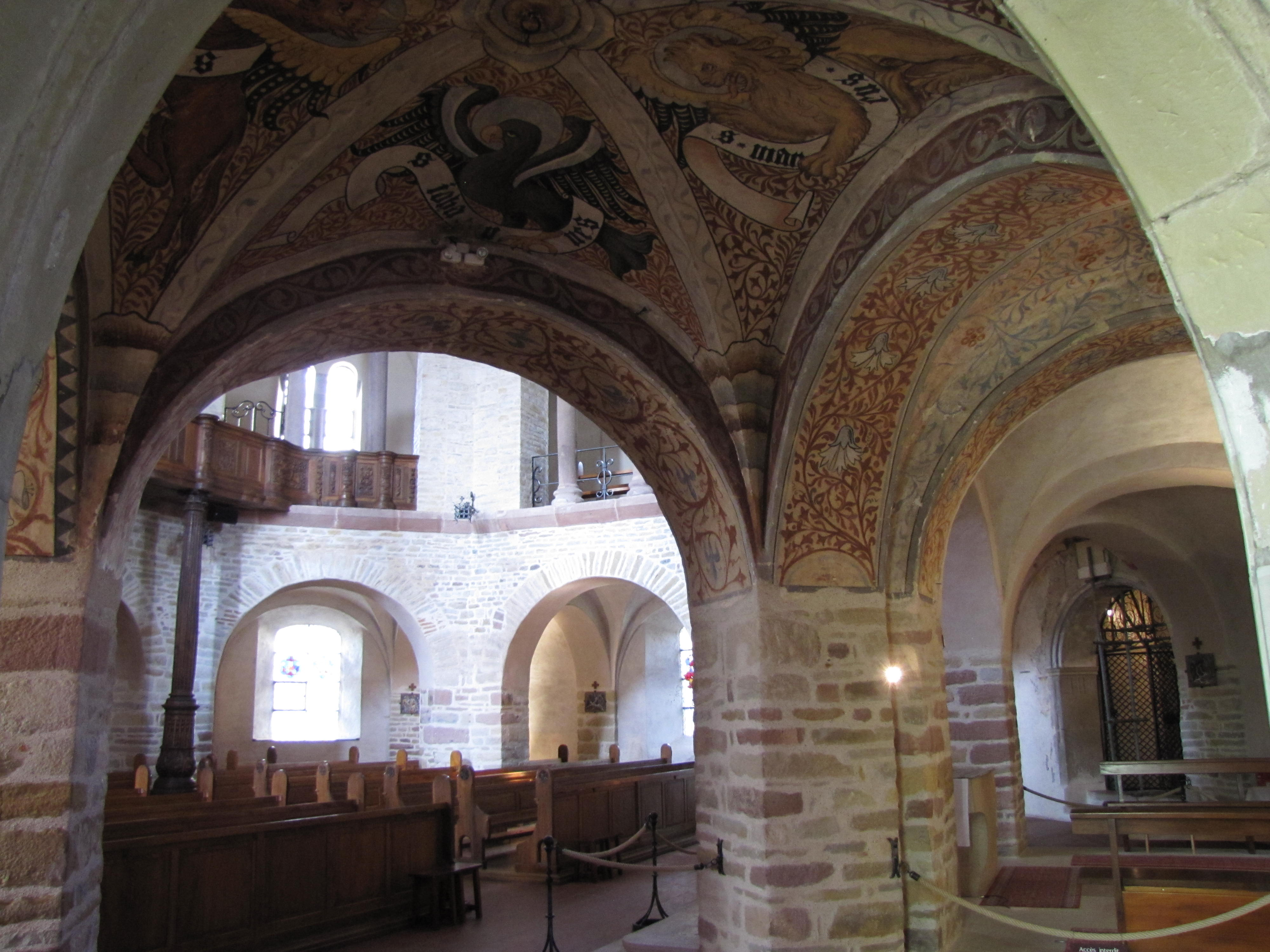
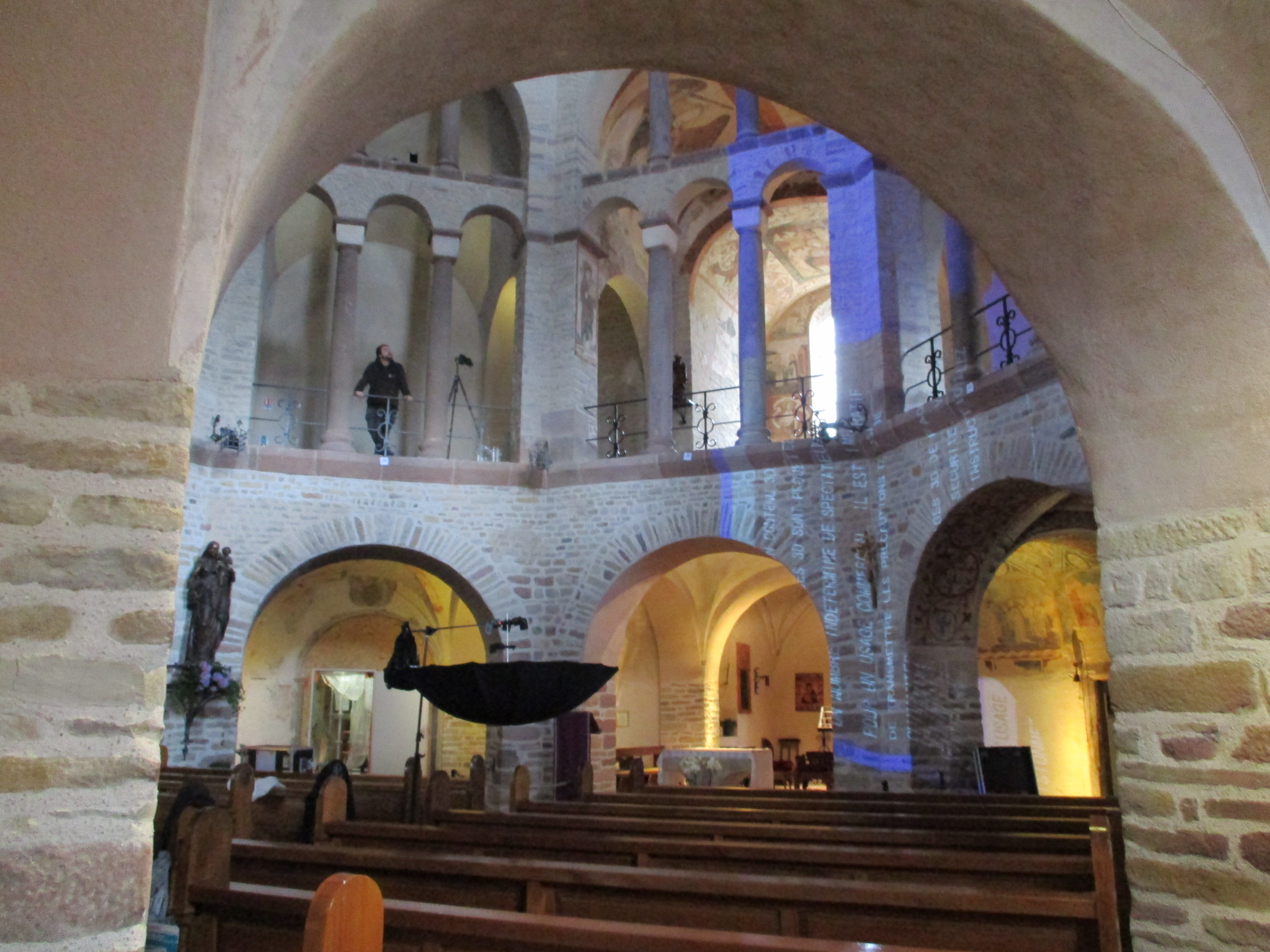

Rodolphe d'Altenbourg meurt sans descendance, probablement tué avec son armée papale de 700 chevaliers d'Alsace et de Souabe voisine, par les Normands à la Bataille de Civitate de 1053, en Italie (partis défendre le Saint-Empire romain germanique, l'occident chrétien, et les États pontificaux de ses cousins l'empereur Henri III du Saint-Empire et du pape Léon IX, contre les importantes invasions normandes et sarrasines de l'époque). Il repose (de façon présumée) dans son tombeau au centre de l'octogone de cette abbatiale de son abbaye nécropole familiale (les pierres tombales usées d'une dizaine de tombes du centre de l'octogone sont relevées et fixées contre les murs au XIXe siècle). Le 29 janvier 1063, l'empereur Henri IV du Saint-Empire confirme à sa veuve Cunégonde le libre emploi de l'avouerie et des privilèges pontificaux de l'abbaye, ainsi que les vastes possessions et donations territoriales de l'abbaye dans le Sundgau en deçà du Rhin le 1er mars 1064.

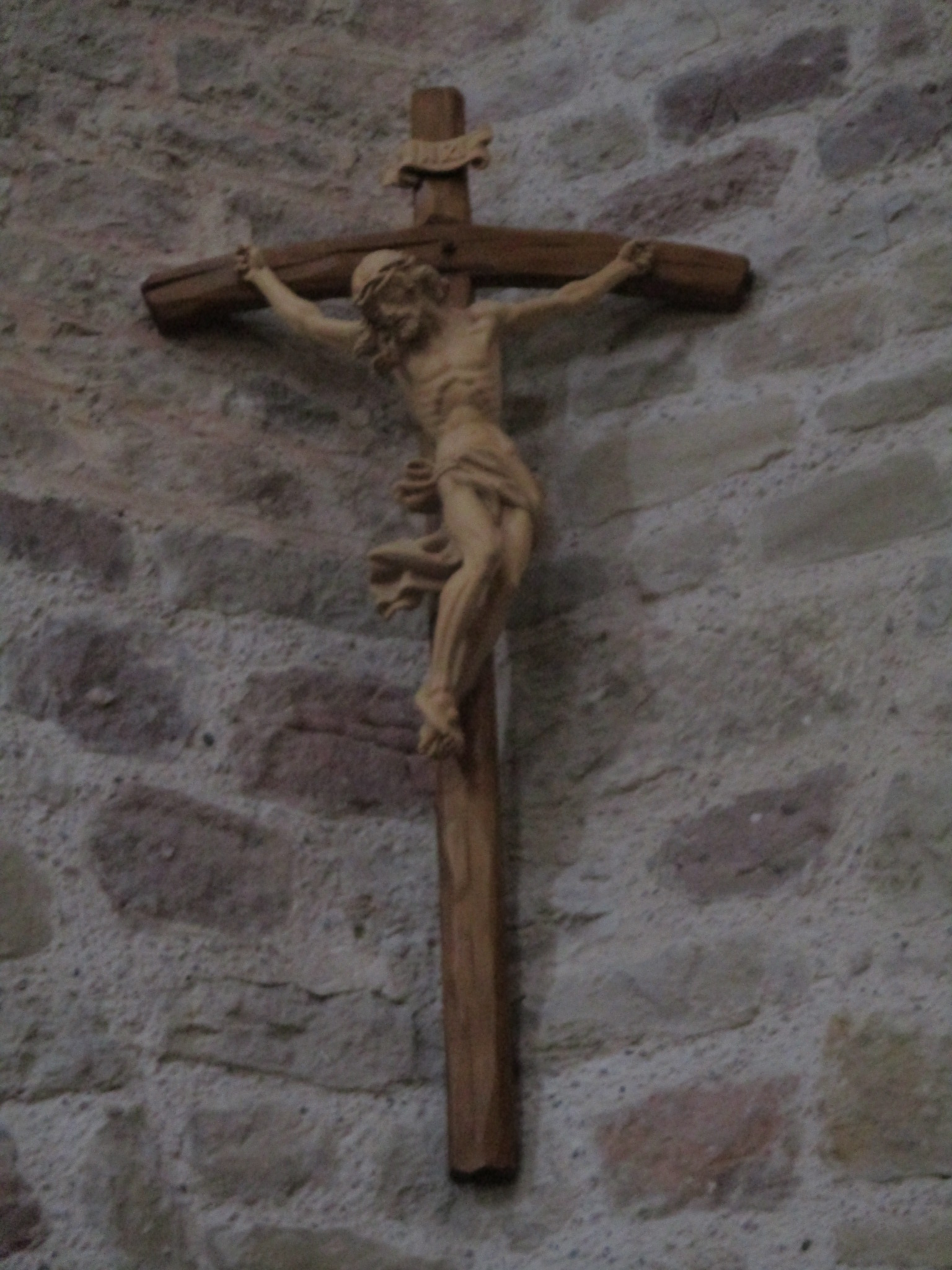
Le Christ.
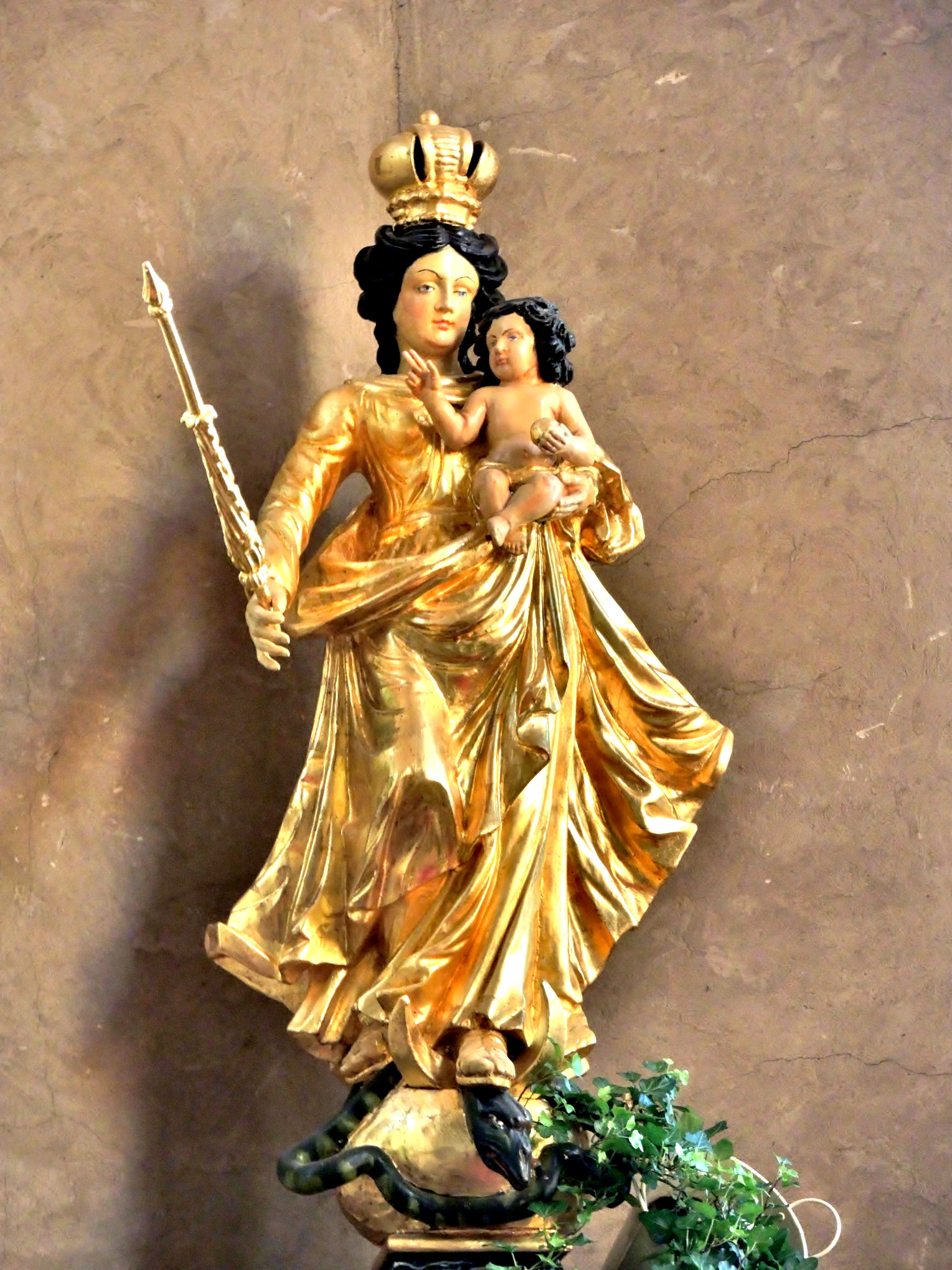
Vierge à l'Enfant.
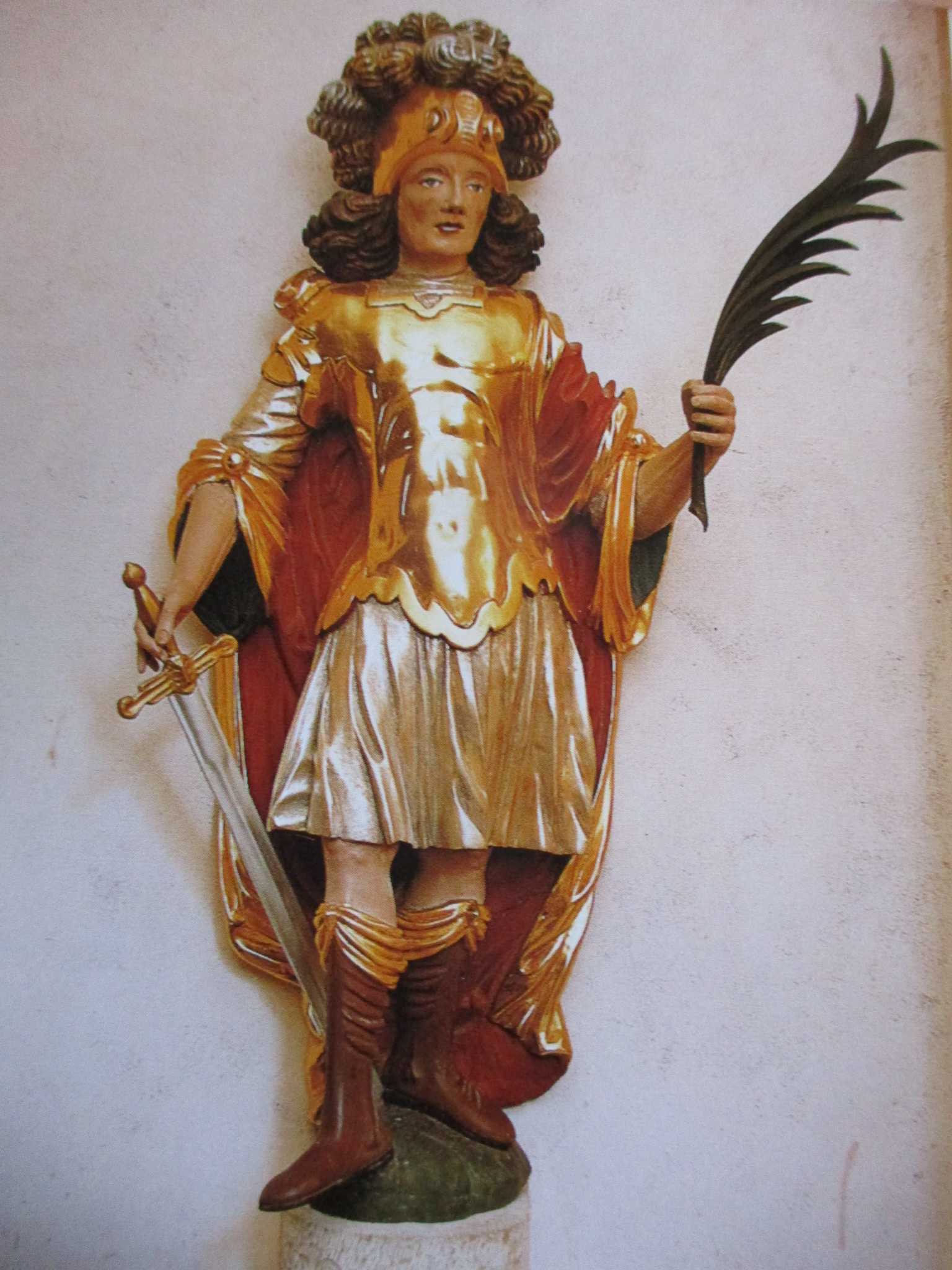
Saint Quirin.
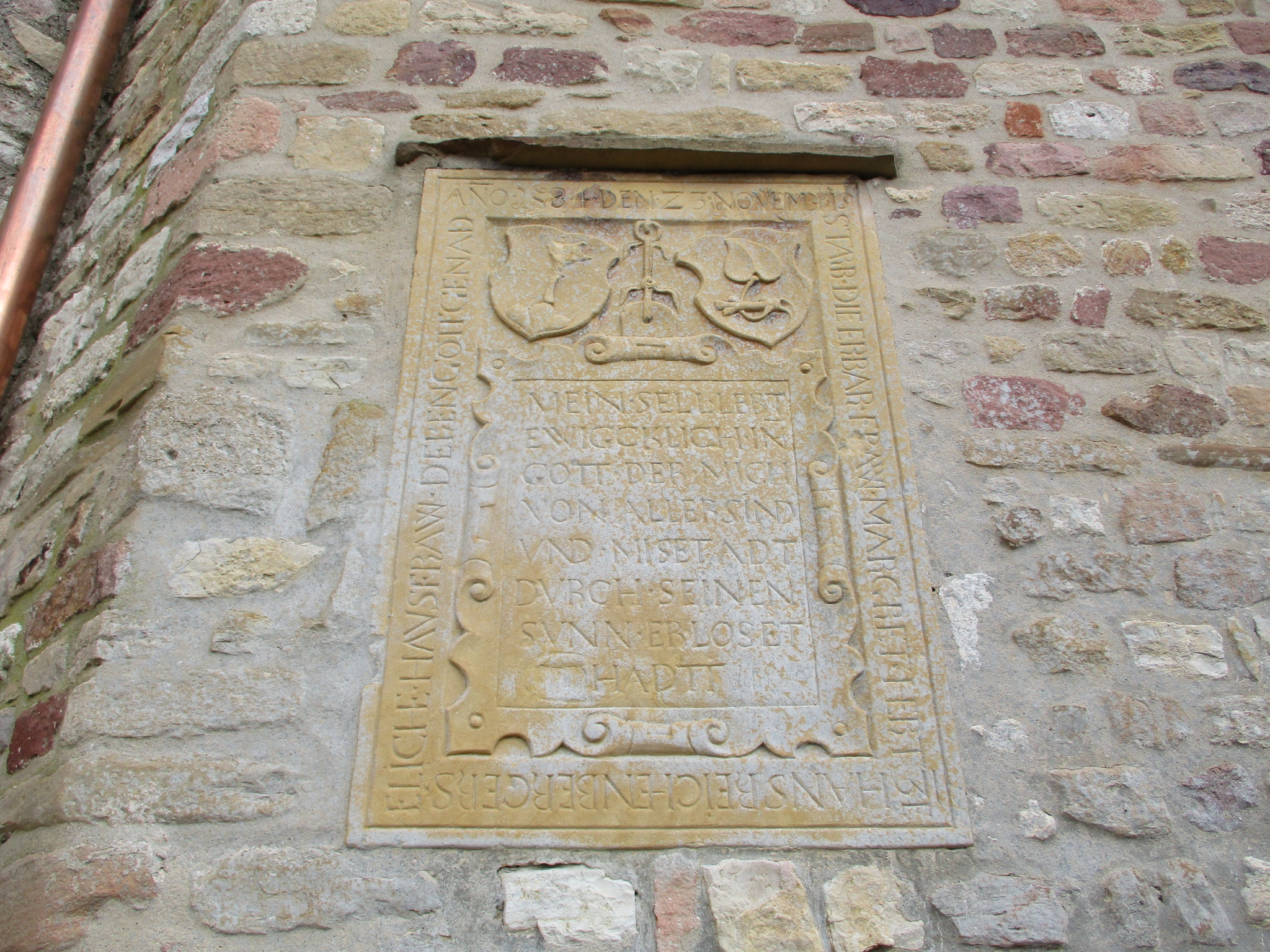
Pierre tombale.
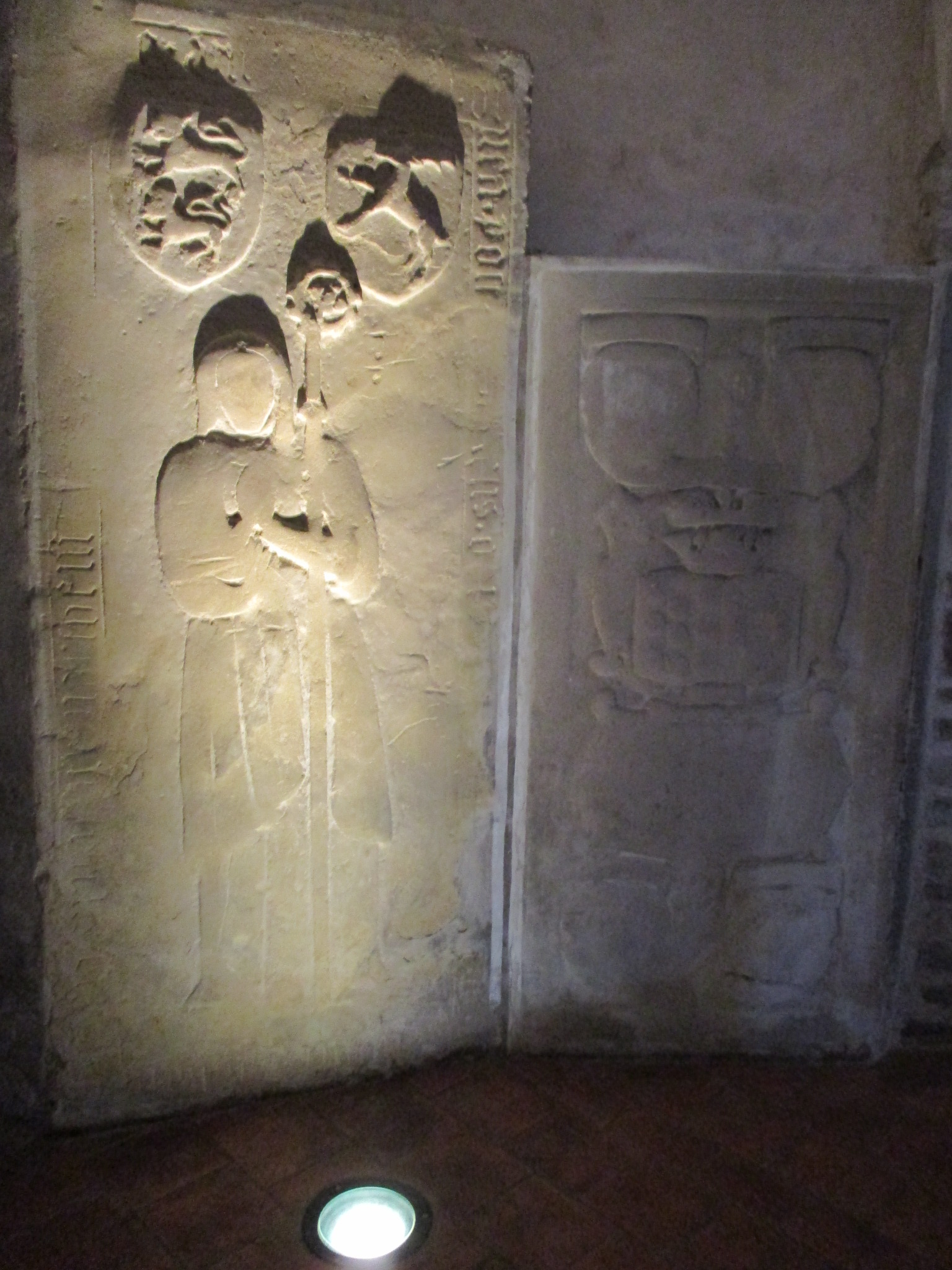
Pierre tombale d'abbesse.
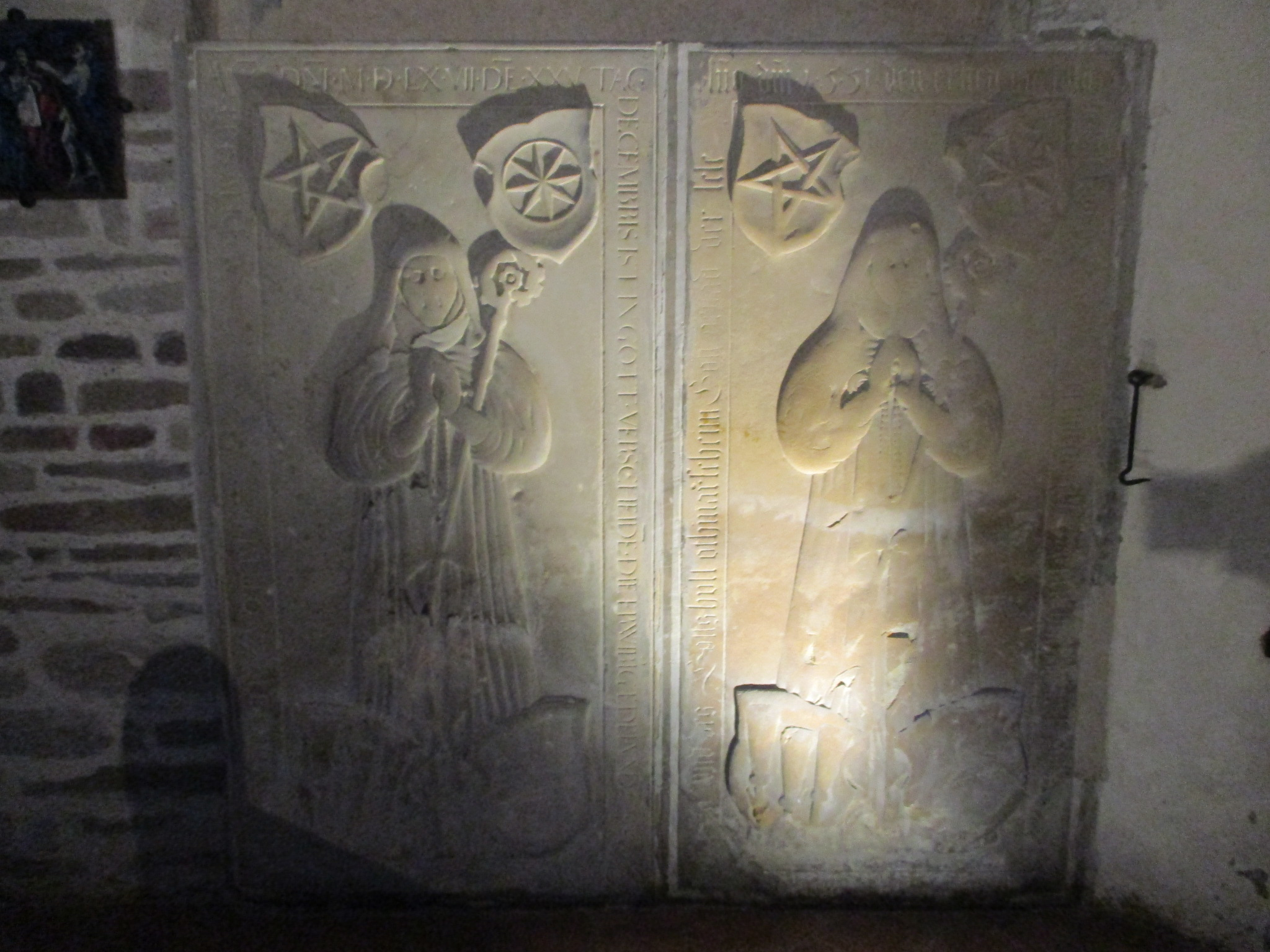
Pierre tombale d'abbesses.
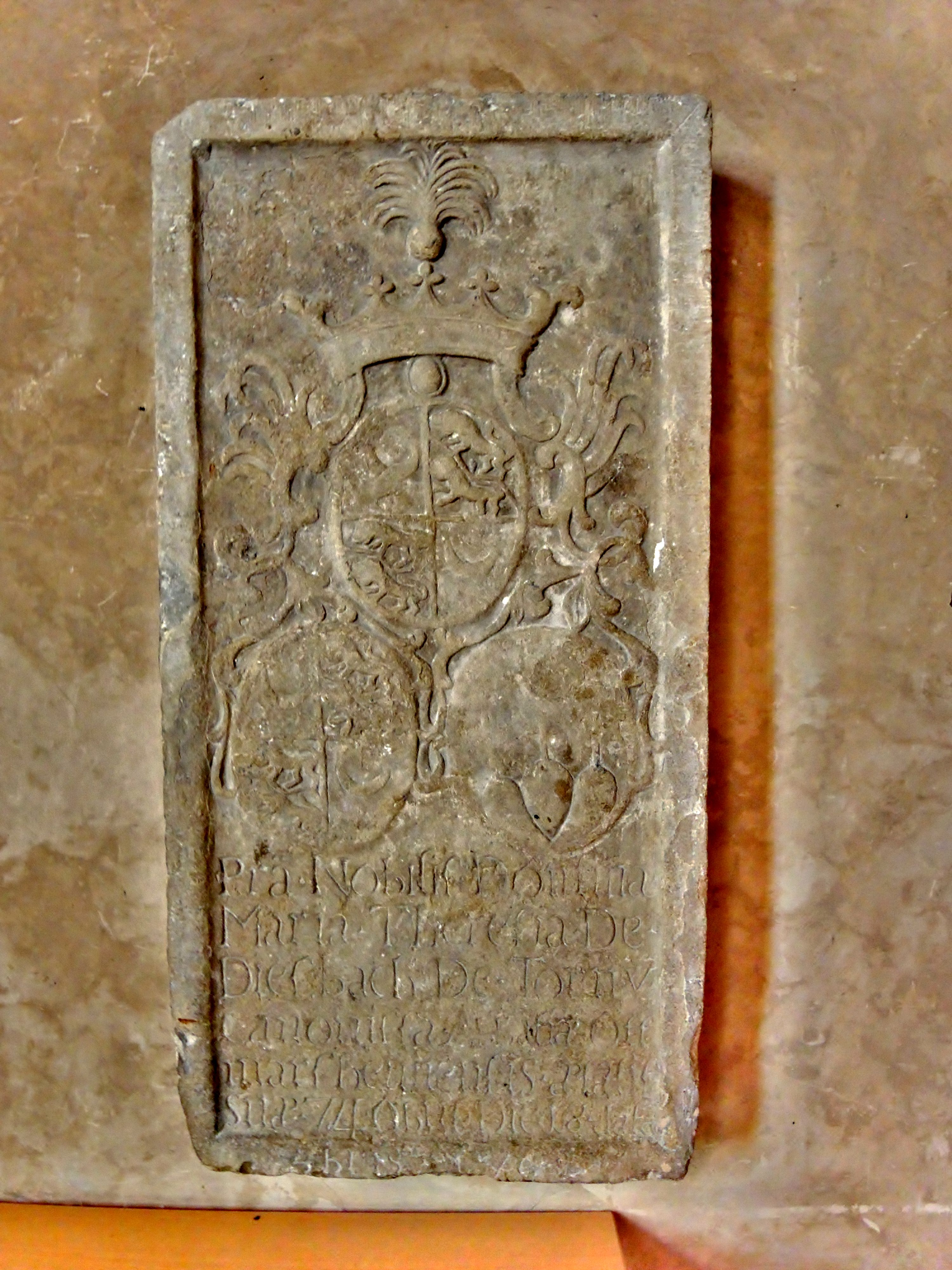
Pierre tombale.
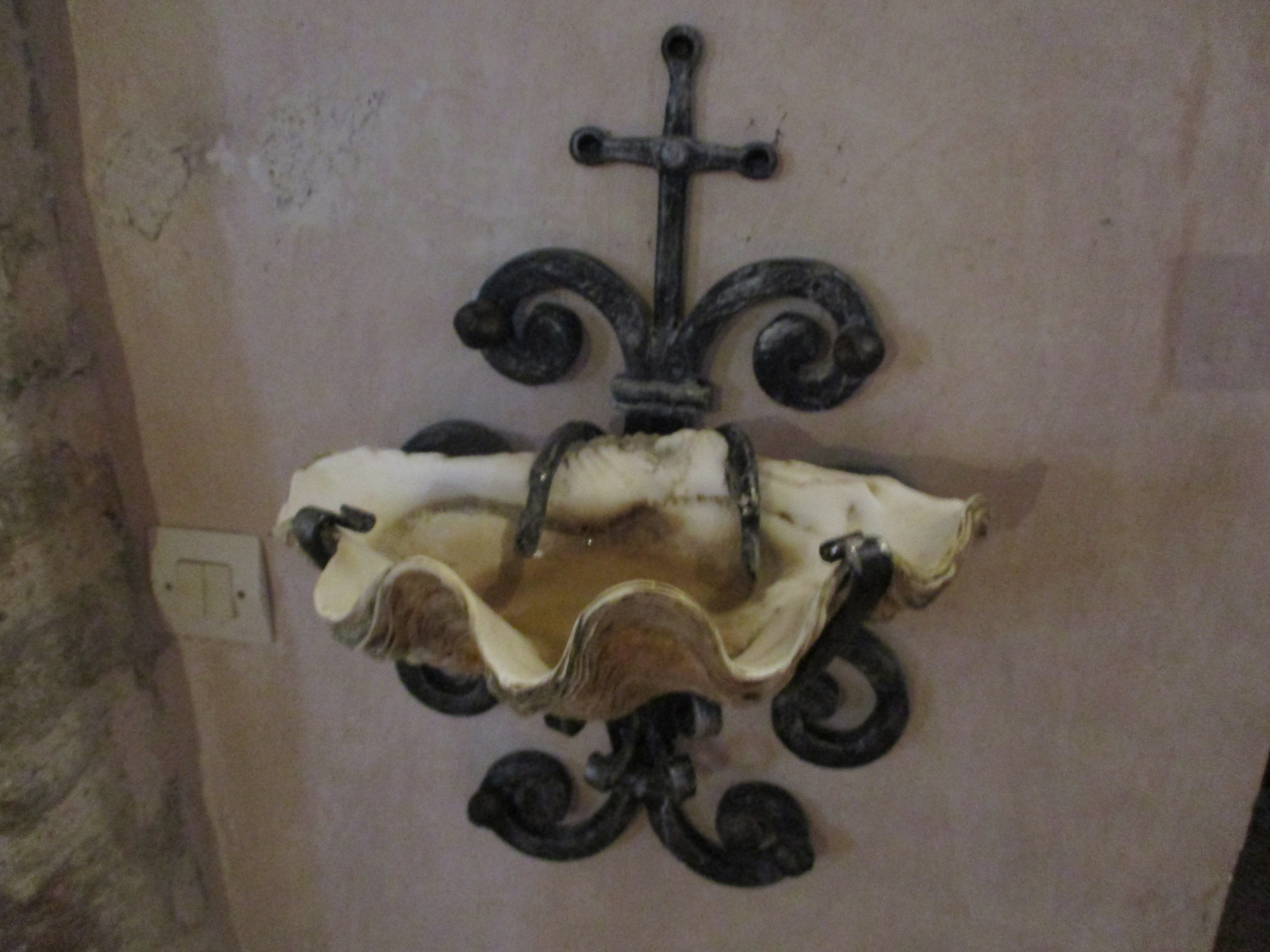
Bénitier coquille Saint-Jacques.
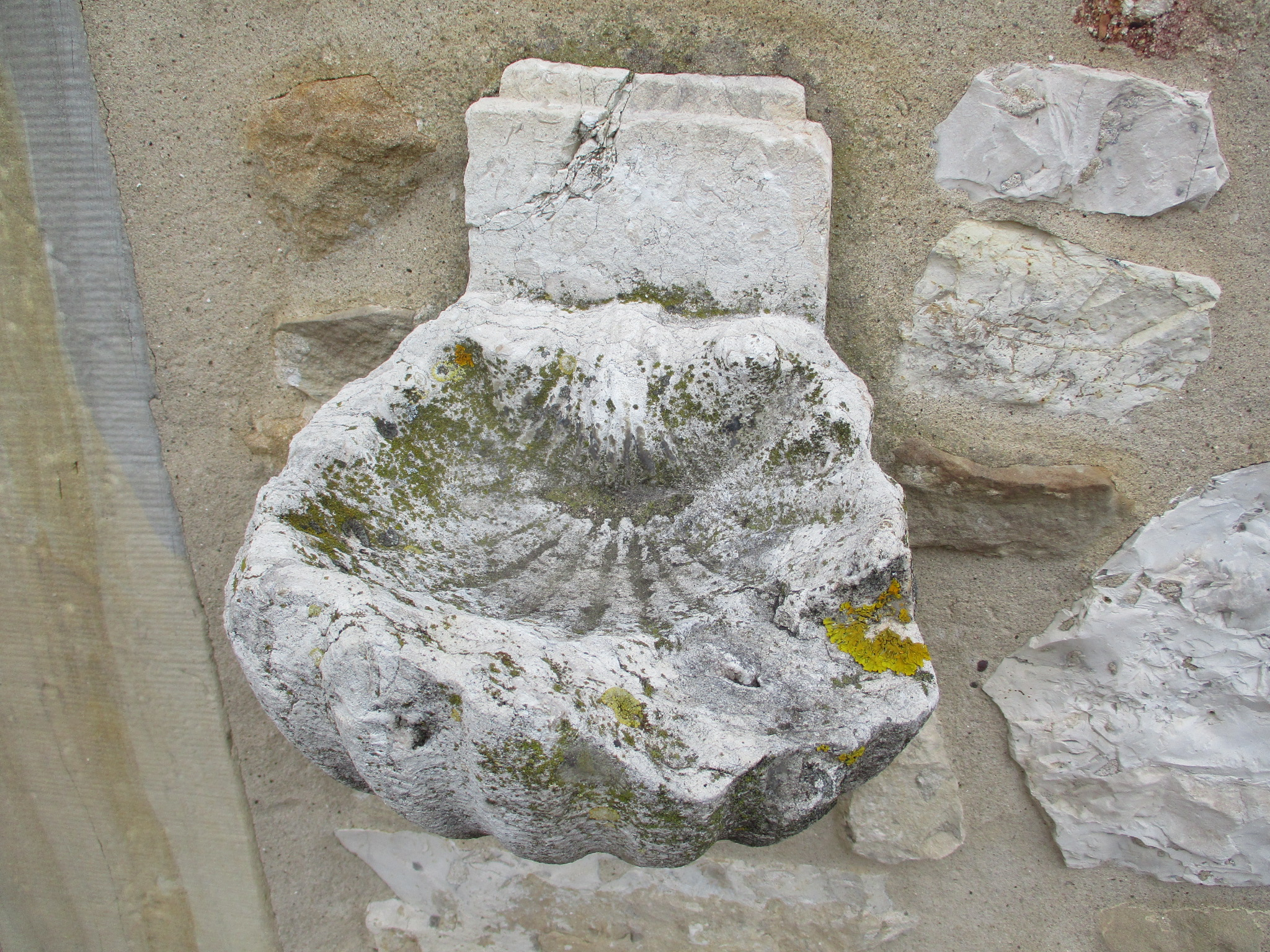
Bénitier.
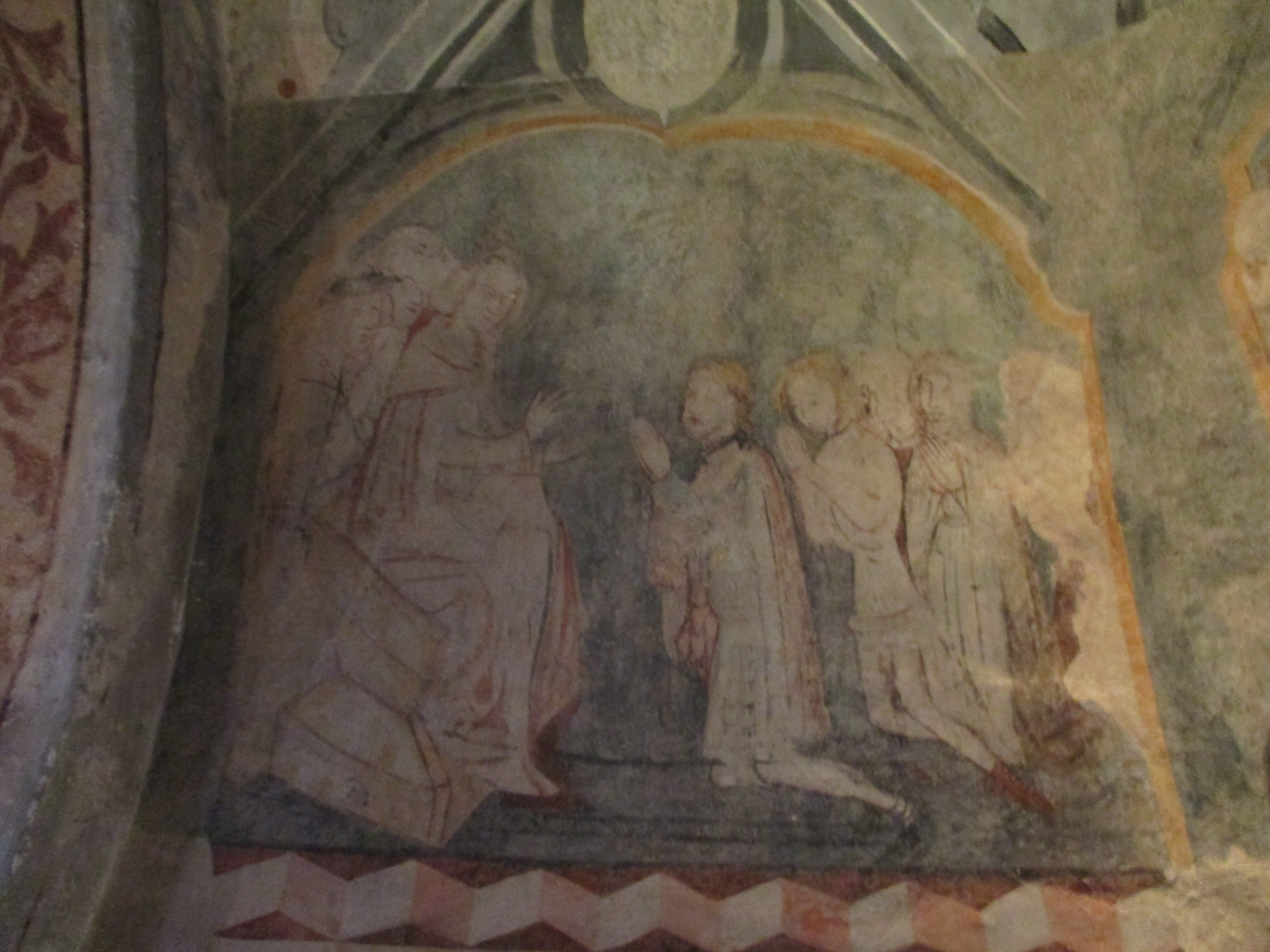
Bénédiction de Rodolphe d'Altenbourg par le pape Léon IX (présumé).
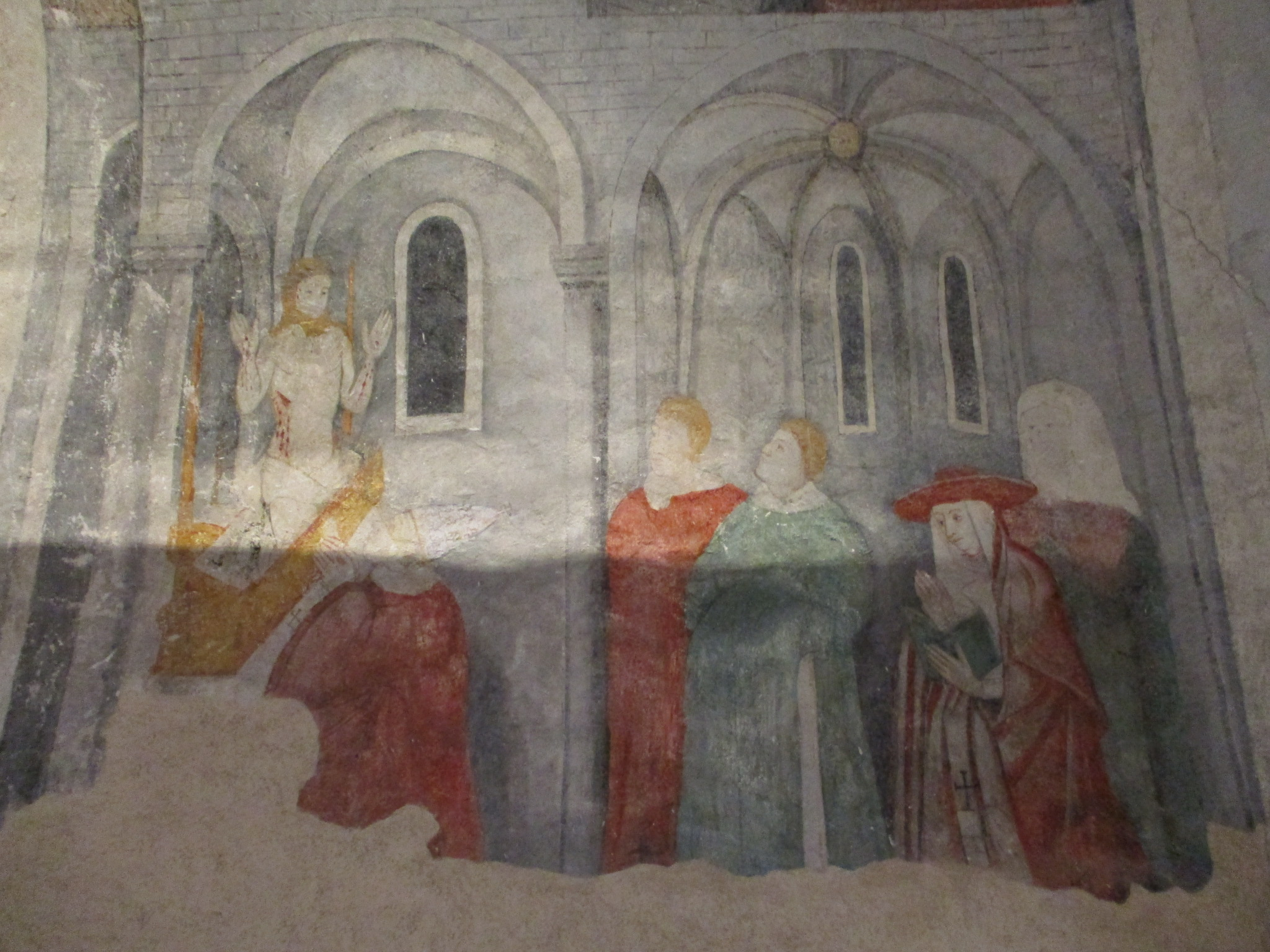
Résurrection du Christ.
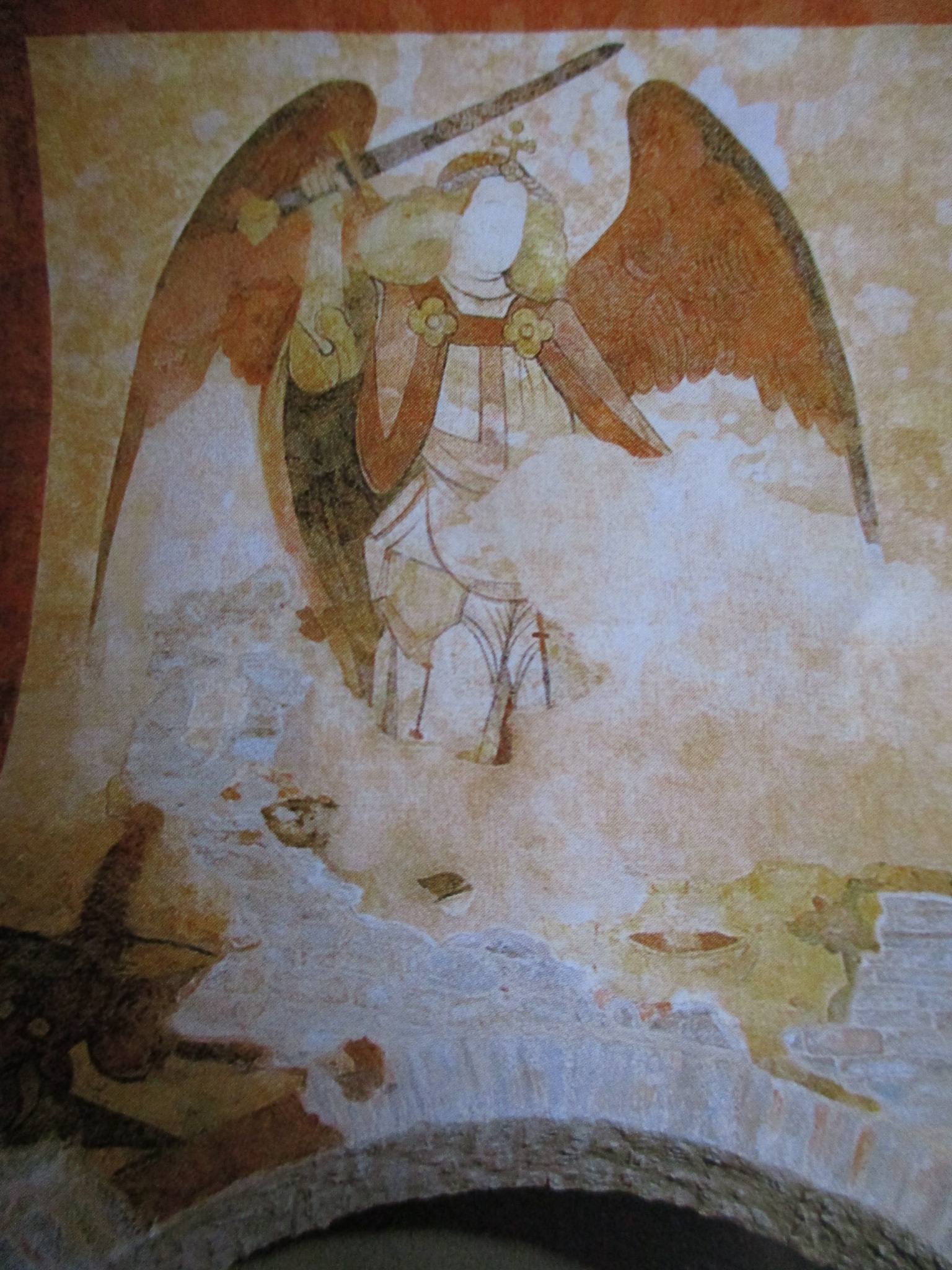
L'Archange Michel.
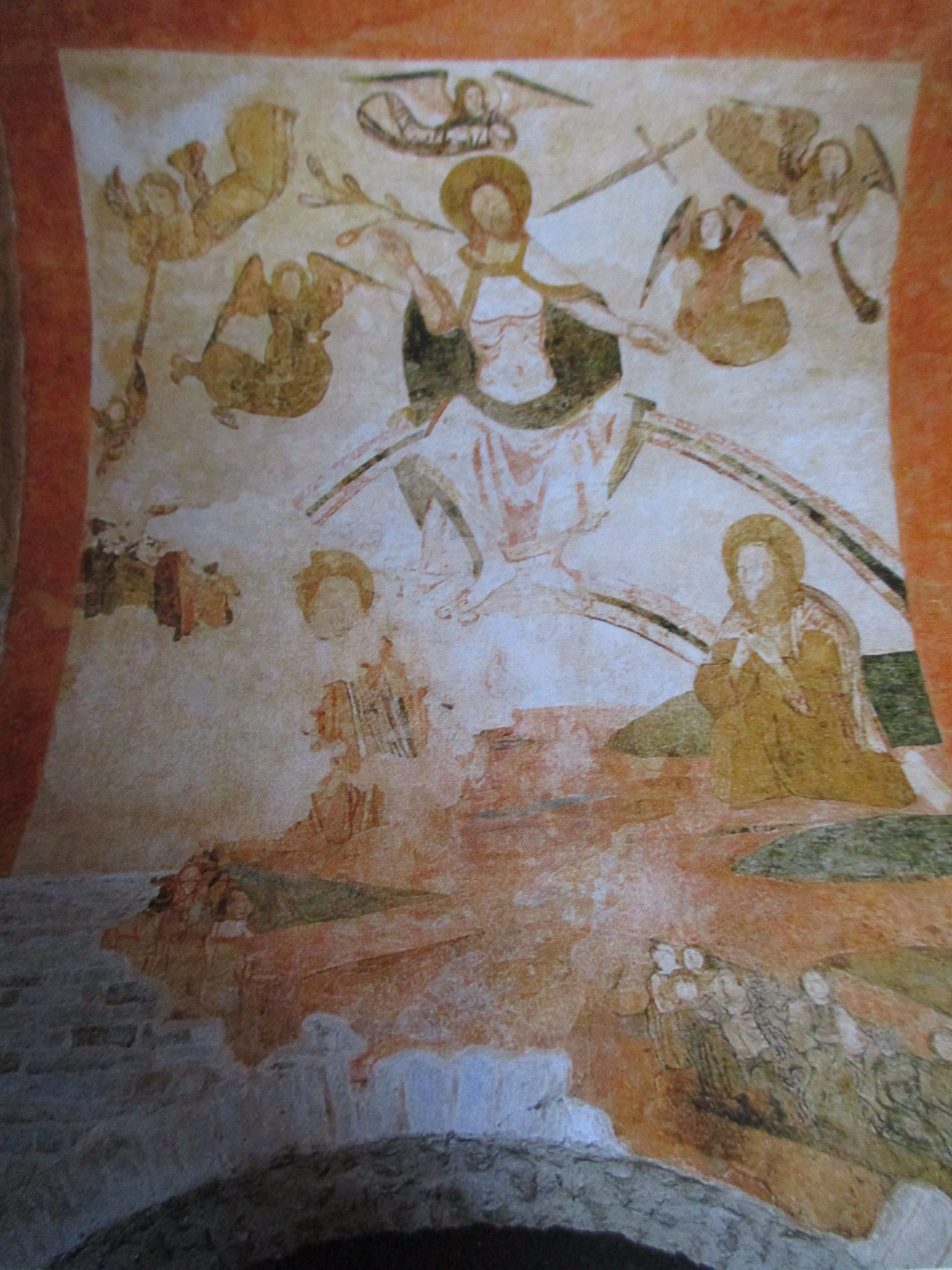
Guerre des anges et Jour du jugement.
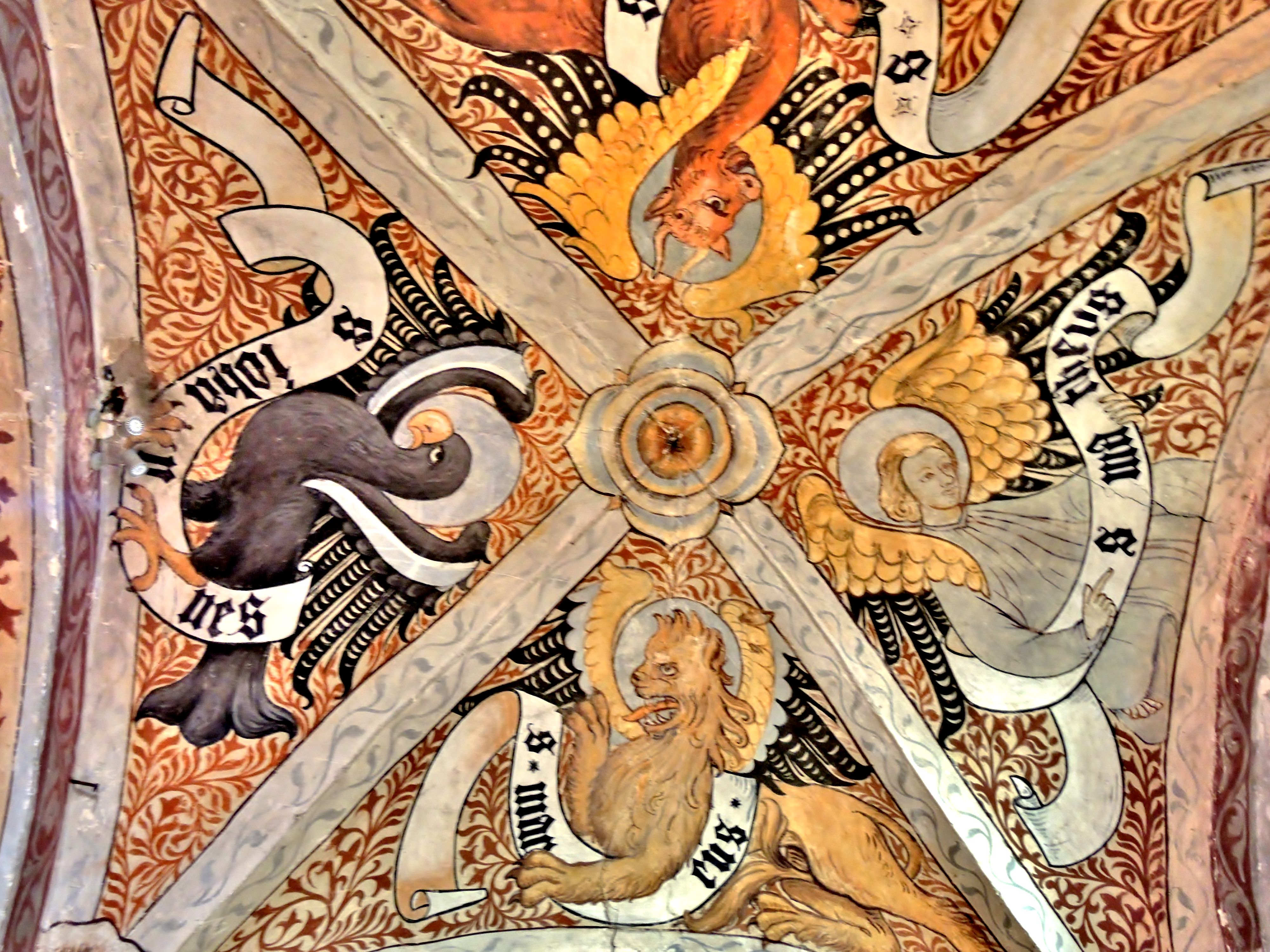
Tétramorphe des quatre Évangélistes.

L'abbaye a été plusieurs fois dévastée, détruite par guerres et incendies, et reconstruite. Elle est définitivement dissoute et détruite à la suite de la Révolution française, et ses trésors dispersés. Depuis 1991 le Prieuré Saint-Bernard voisin est installé dans l’ancienne hostellerie de chanoinesses du XVIIIe siècle.

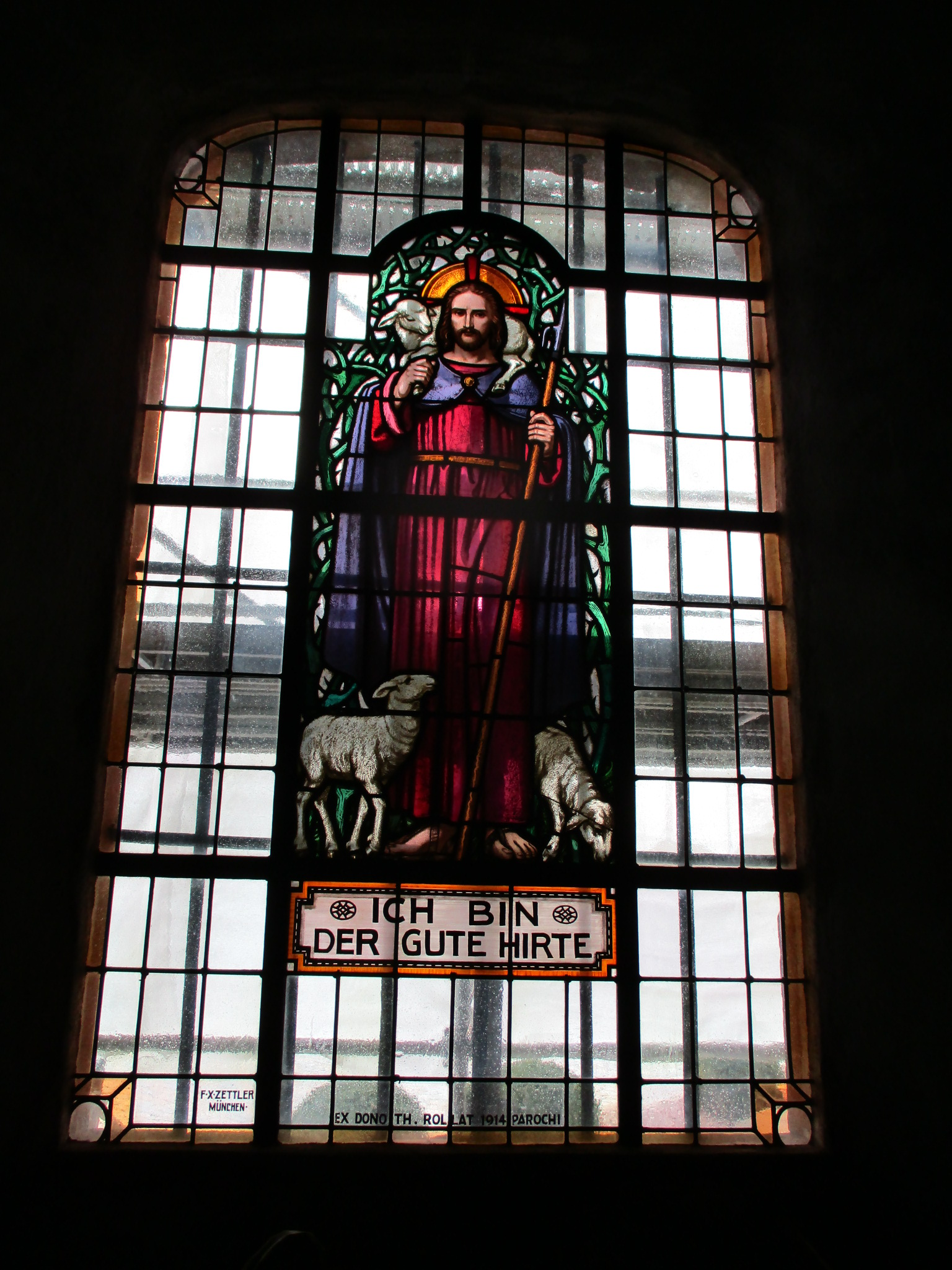
Le Christ Bon Pasteur.
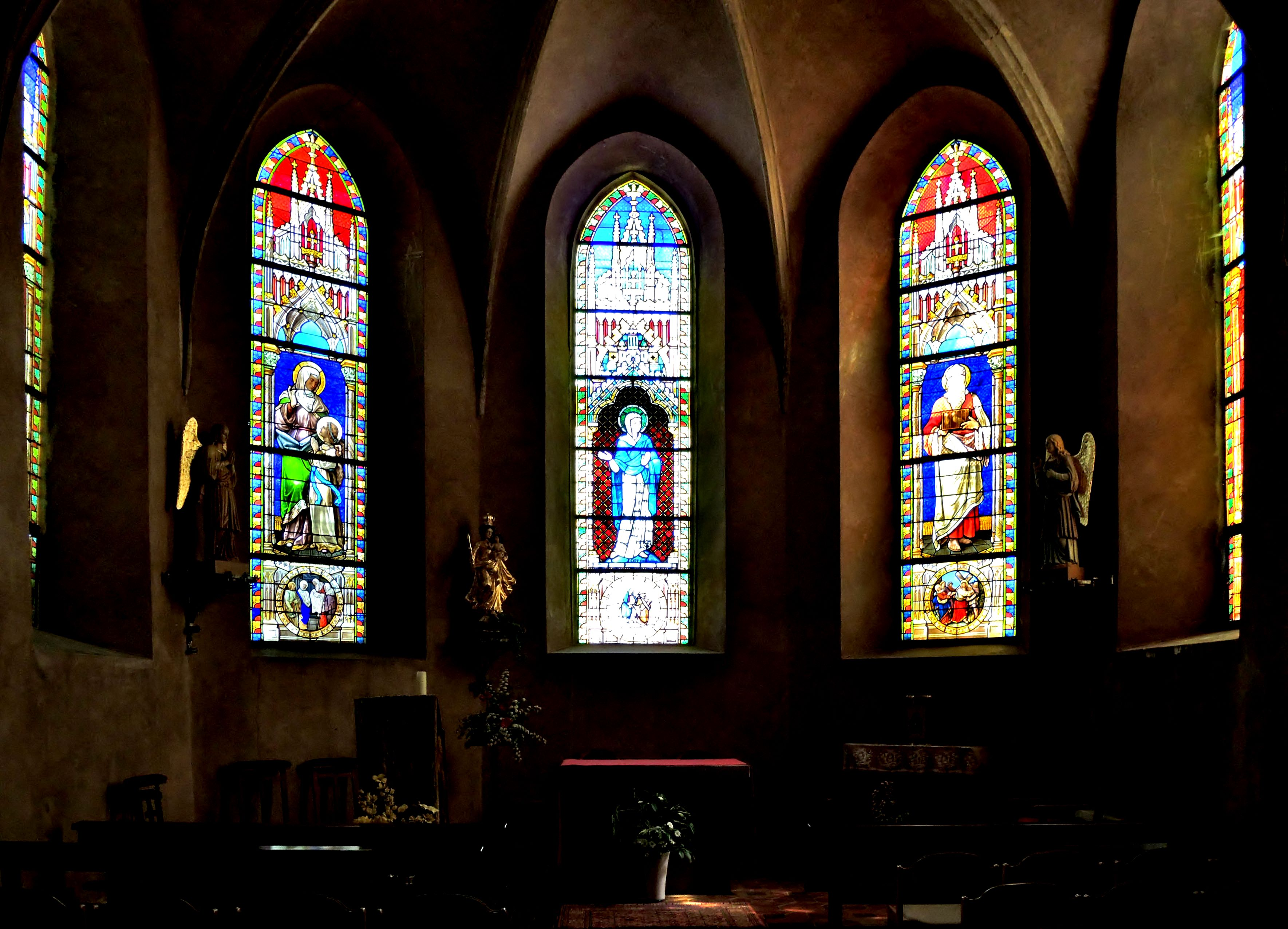
Vitraux du chœur.
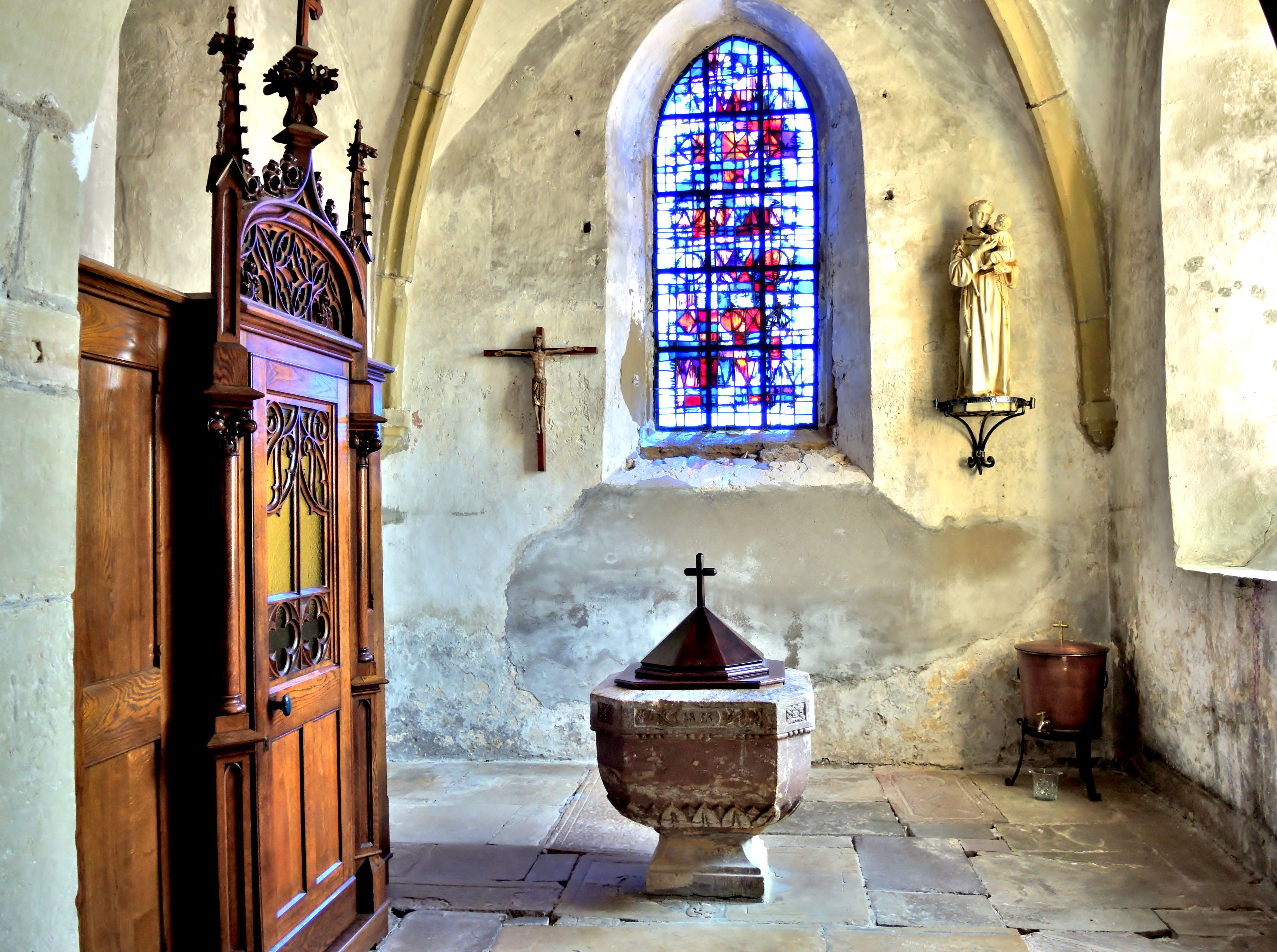
Chapelle du baptistère.
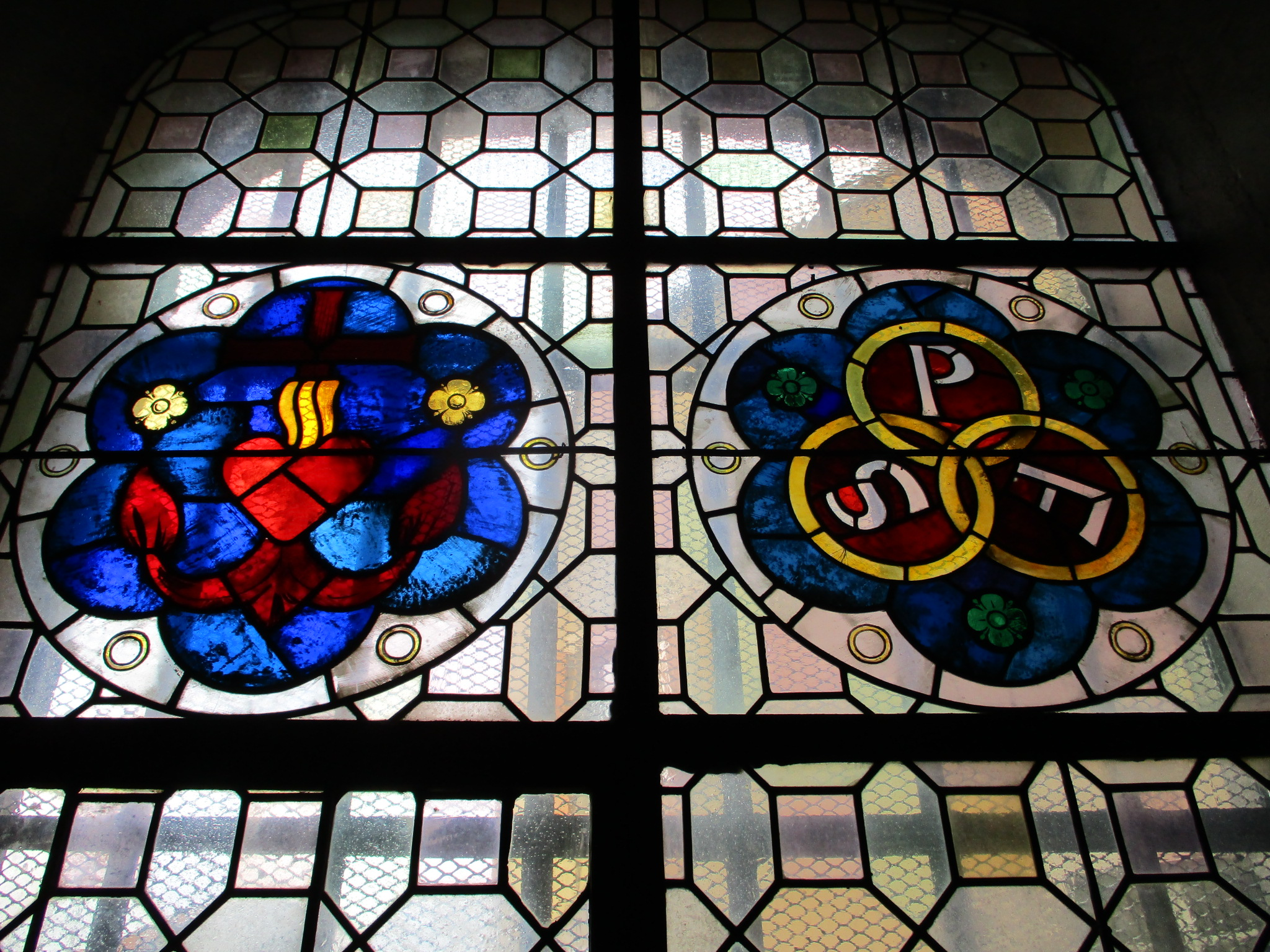
Ancre (l'espérance), Sacré-Cœur, et PFS de la Trinité.
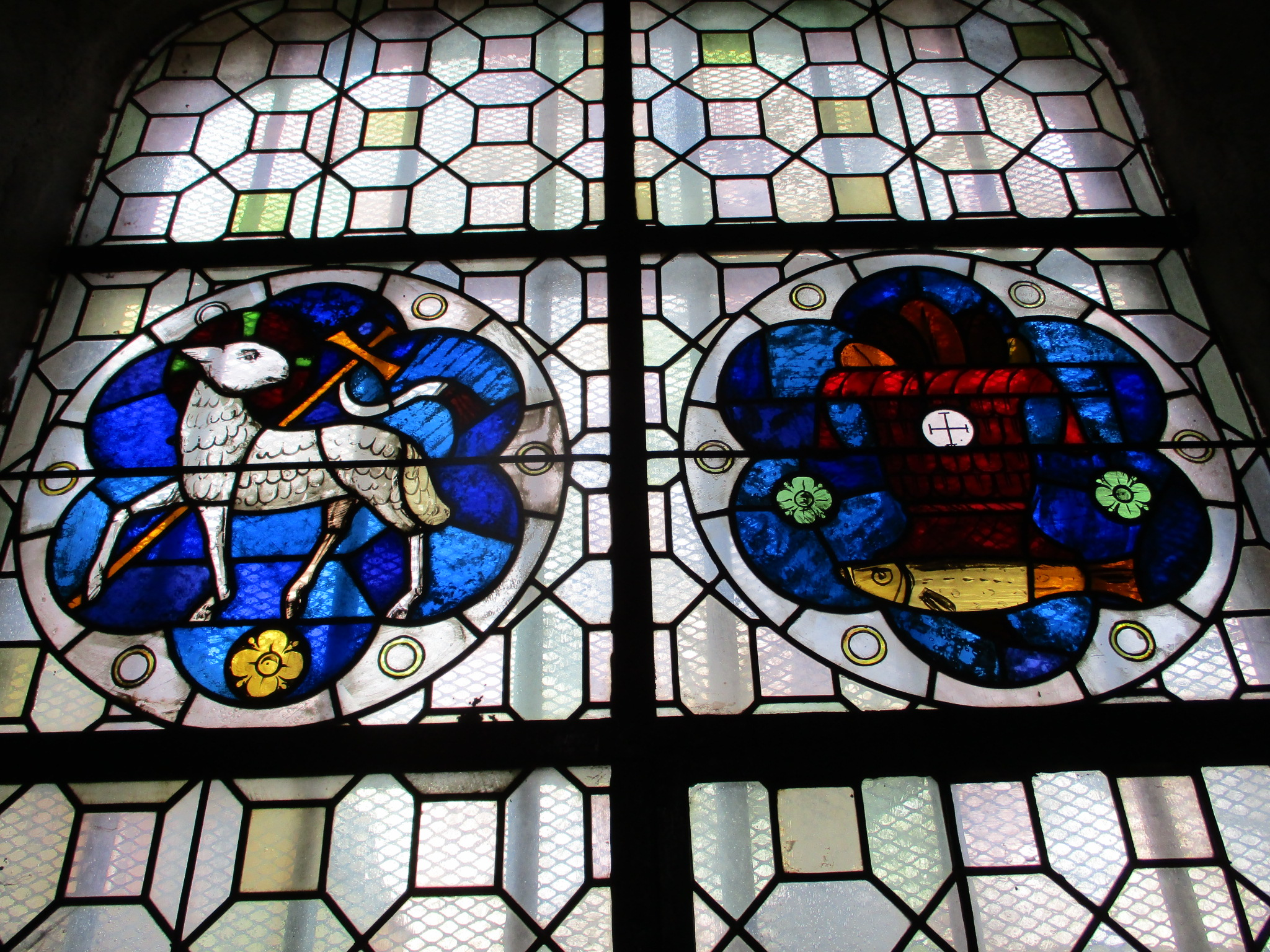
L'Agneau de dieu, un poisson, et du pain (symbolique chrétienne primitive).
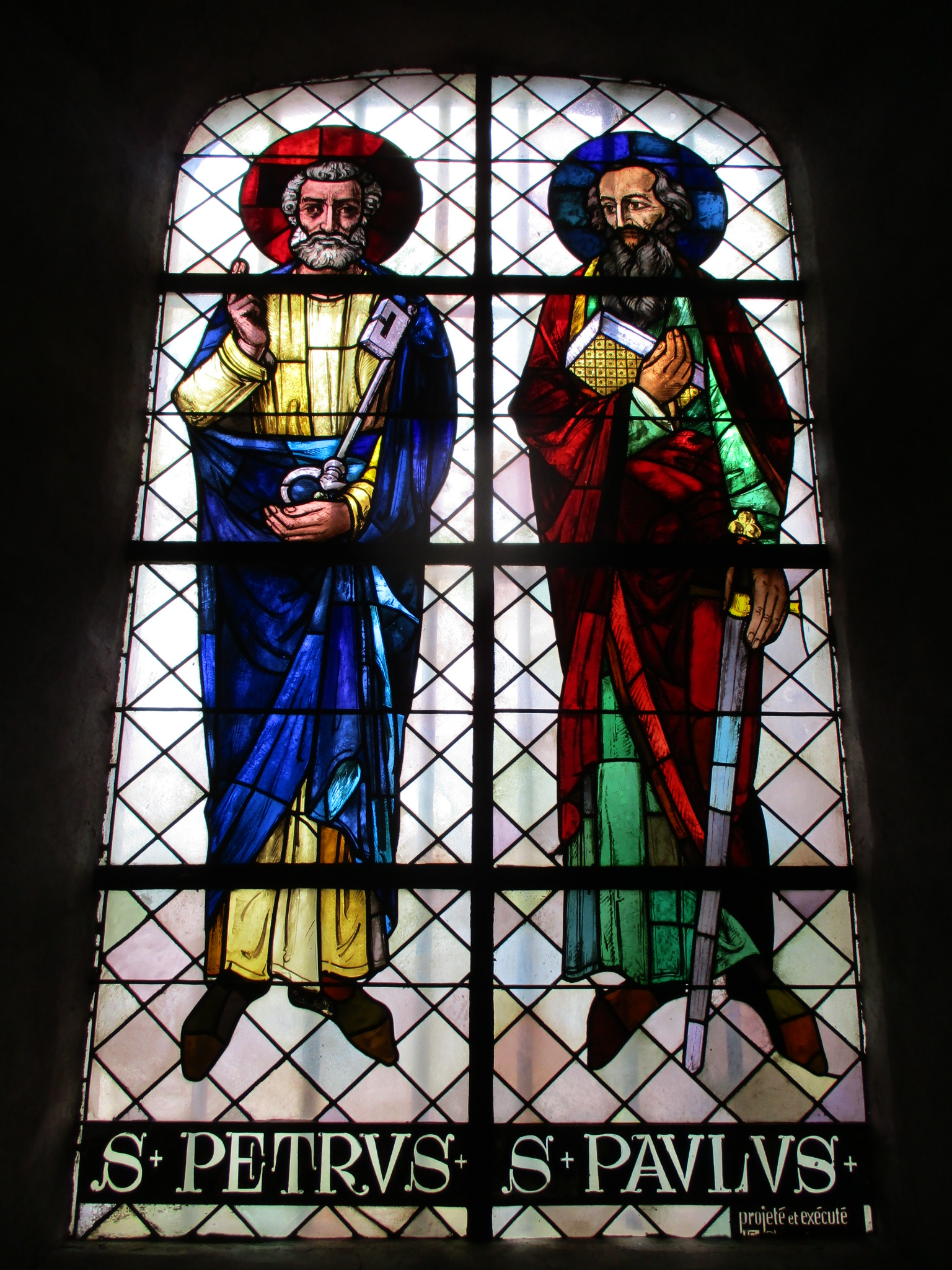
Saint Pierre et Saint Paul.

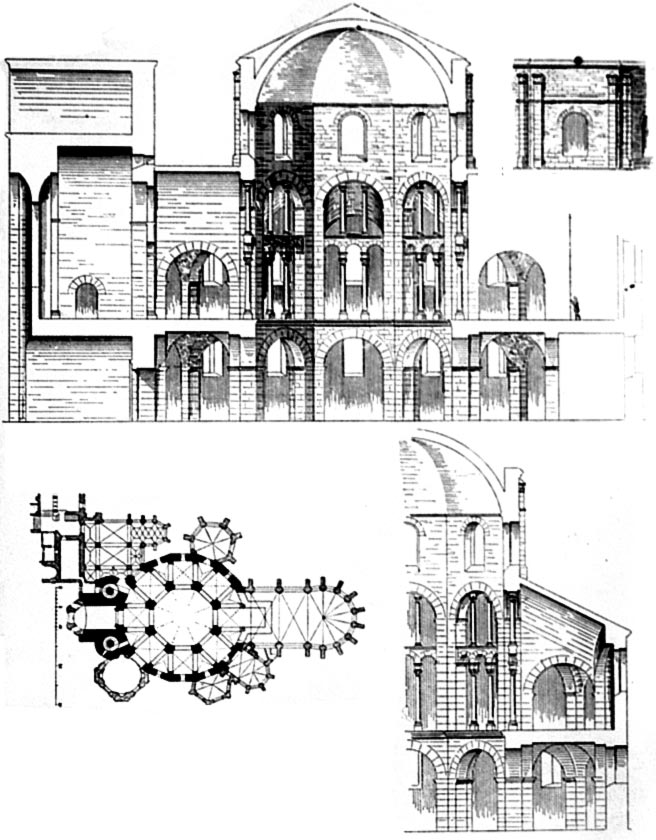
Plan de la chapelle palatine d'Aix-la-Chapelle de Charlemagne.

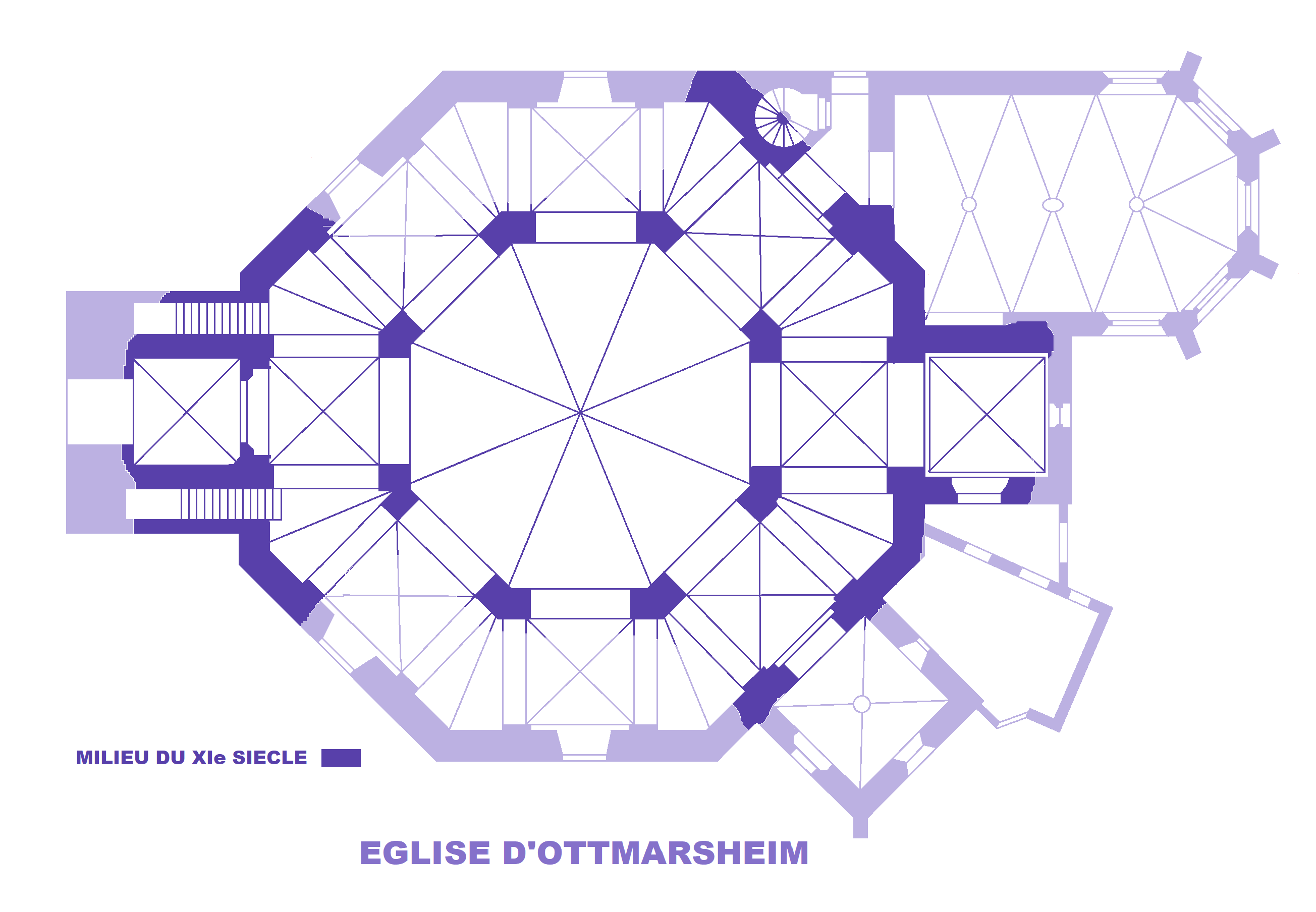
Église à plan centré octogonal de l'abbatiale d'Ottmarsheim.

## Architecture
L'église est construite en pierres calcaires gris-jaune de Brunstatt, et en grès rose des Vosges, sur un plan d'église à plan centré octogonal de deux étages, à clocher-porche d'entée, et dôme en flèche octogonale. De style paléochrétien, byzantin, pré-roman, carolingien, et ottonien, elle est très inspirée de la basilique Saint-Vital de Ravenne et de la chapelle palatine d'Aix-la-Chapelle également dédiée à la Sainte Vierge (chapelle privée et lieu de sépulture de Charlemagne (v.742-814), empereur de l'Empire carolingien, au palais d'Aix-la-Chapelle) elle même inspirée de l'église du Saint-Sépulcre de Jérusalem (le tombeau du Christ). Deux chapelles latérales gothiques sont ajoutées au cours des siècles. Les fresques murales peintes d'origines d'art roman ont été perdues à la suite de nombreux incendies.

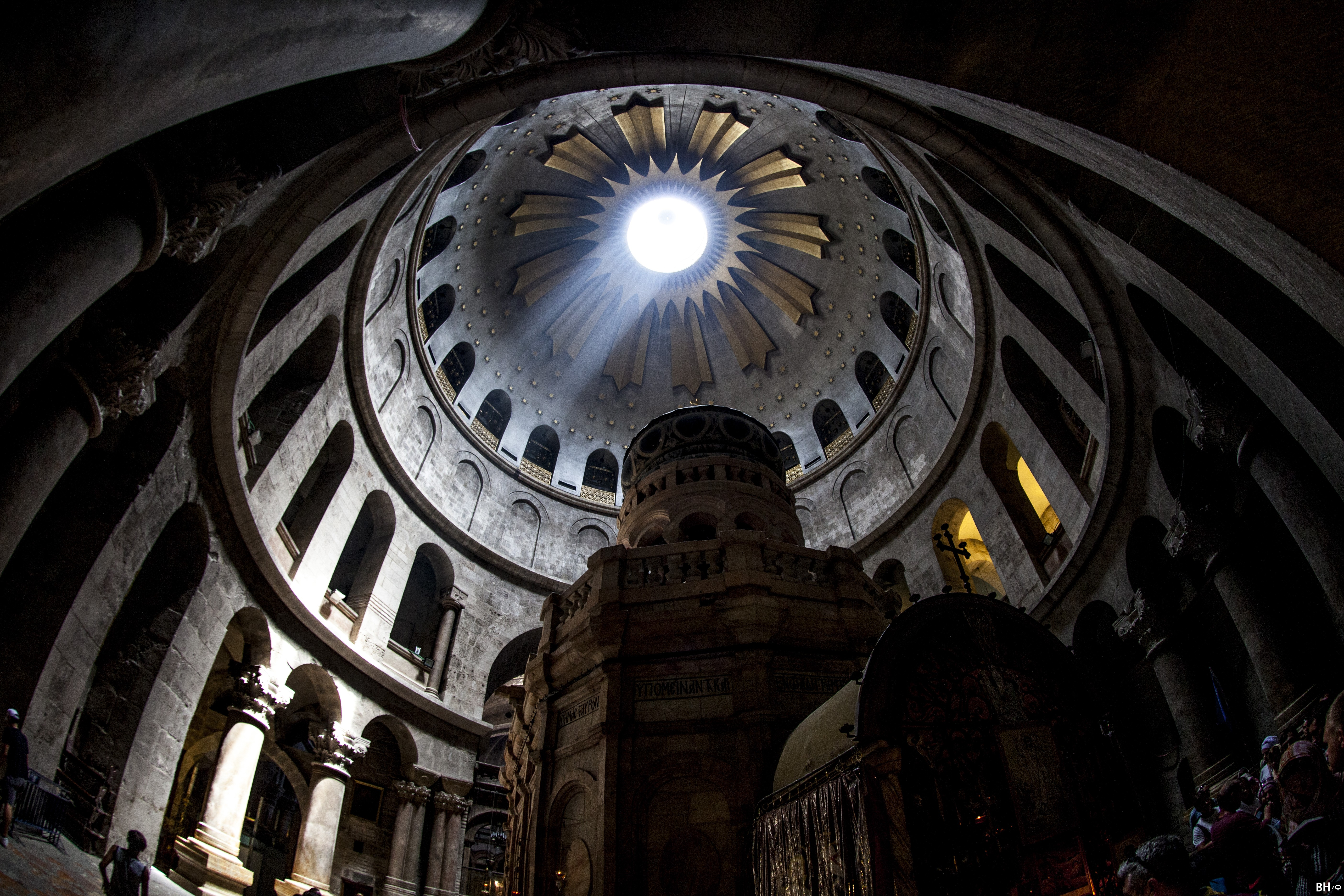
Saint-Sépulcre (tombeau du Christ) de l'église du Saint-Sépulcre de Jérusalem (IVe siècle).
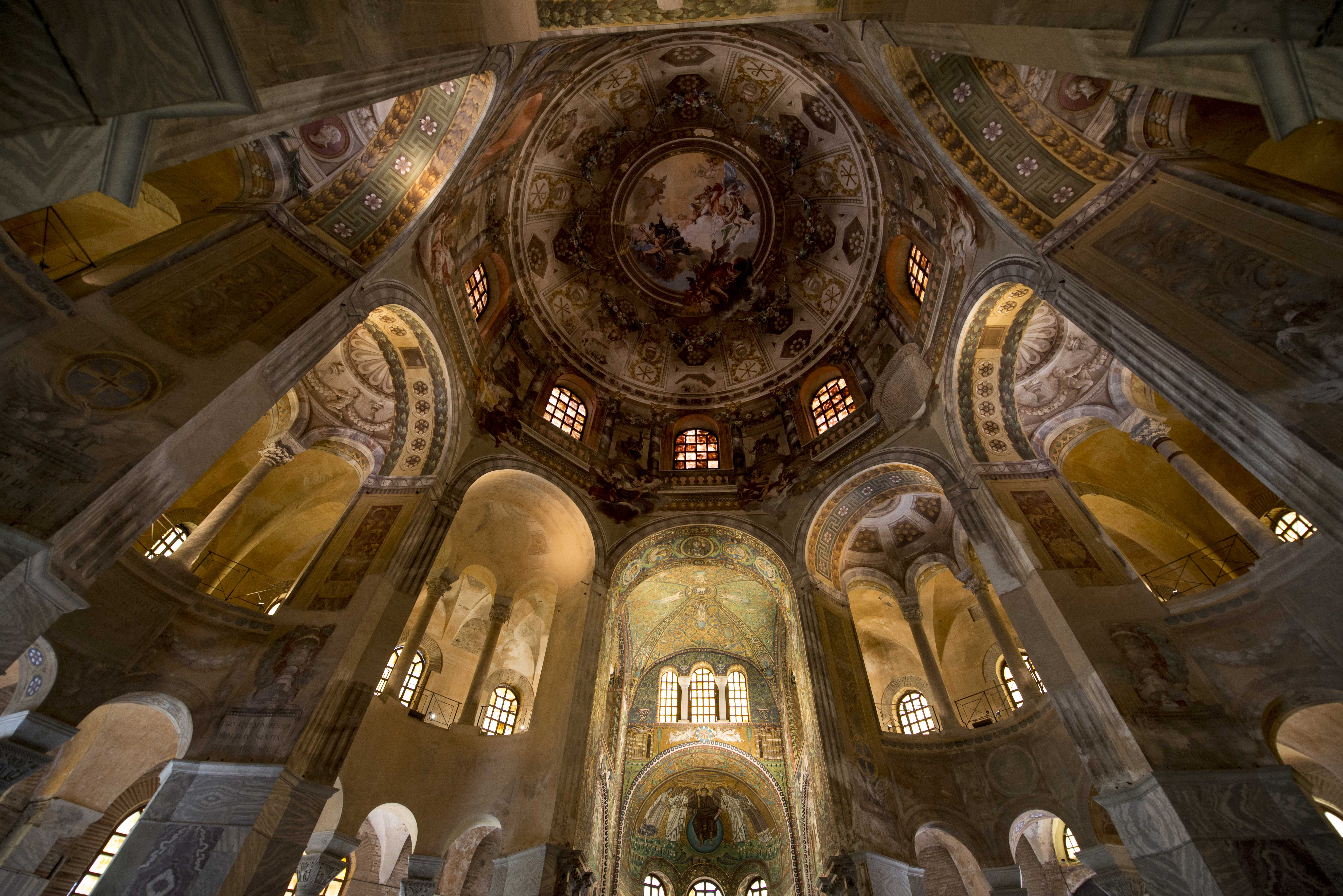
Basilique Saint-Vital de Ravenne (VIe siècle).
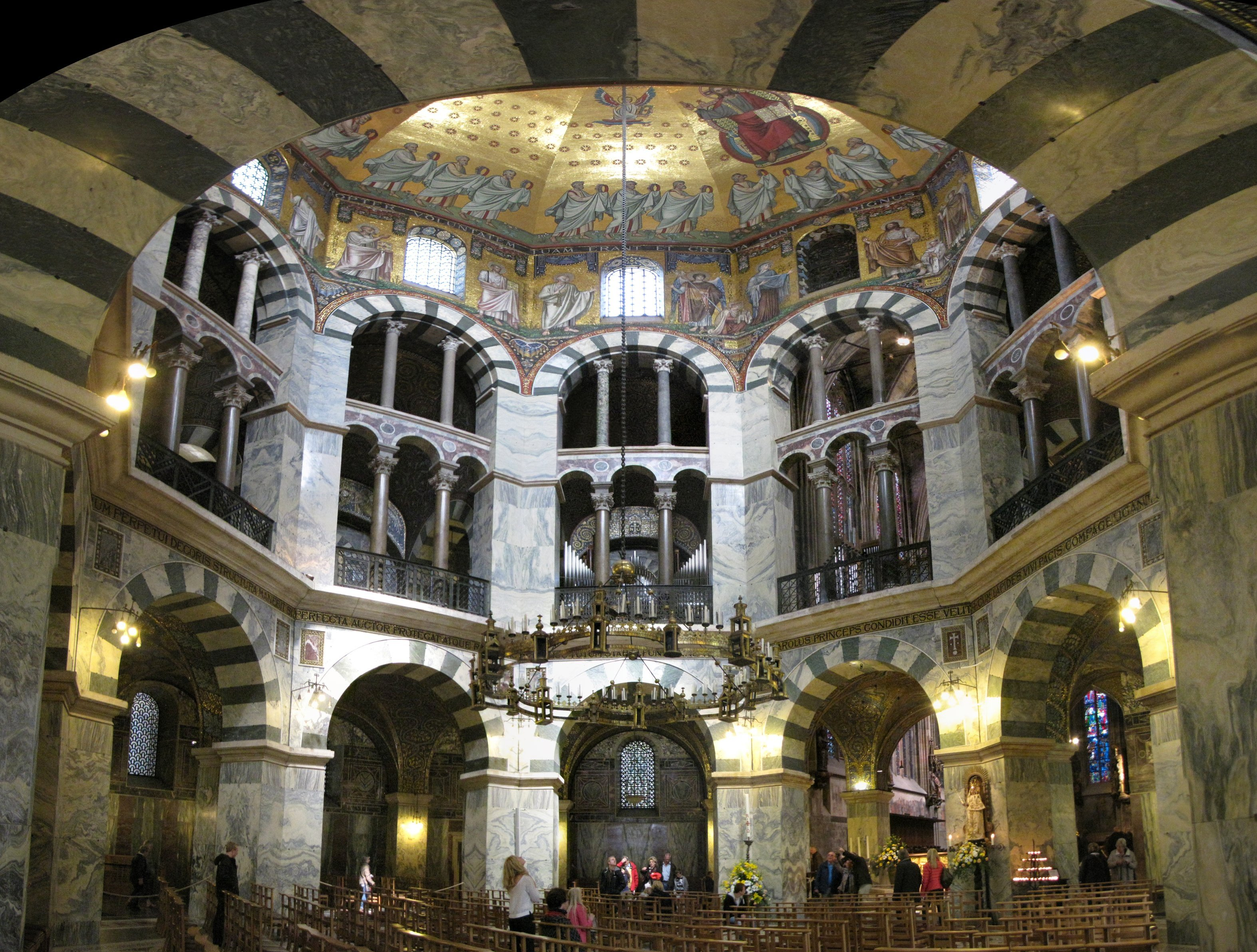
Chapelle palatine d'Aix-la-Chapelle (VIIIe siècle) de Charlemagne.

## Quelques dates
En 1049 l'église abbatiale est consacrée par le pape Léon IX, qui promulgue une bulle plaçant le monastère sous la protection directe des États pontificaux (à défaut de la principauté épiscopale de Bâle du diocèse de Bâle), auquel les moniales doivent une redevance d'une aube et d'un amict.
À la demande de l'abbesse Évanchilde, le pape Eugène III renouvelle 21 mai 1153 les privilèges accordés à l'abbaye par le pape Léon IX :
- la protection du Saint-Siège,
- l'exemption de la juridiction de l'évêché diocésain,
- la libre élection de l'abbesse,
- le choix de l'avoué parmi les membres de la famille de Rodolphe d'Altenbourg.

Les bourgeois de Neubourg, alliés de l'évêque de Bâle, Henri de Neuchâtel (Heinrich III. von Neuenburg-Erguel), en guerre contre Rodolphe d'Altenbourg, avoué d'Ottmarsheim, rasent en 1272 la tour de péage construite par le comte Rodolphe près du passage de Bantzenheim.
L'abbesse Gisèle d'Ottmarsheim, vend le 25 juillet 1280 la commanderie de l'ordre de Saint-Jean et la dîme du village de Heitersheim en Brigsau.
Le 1er avril 1321, le pape Jean XXII charge l'abbé de Murbach d'examiner l'élection d'Adélaïde d'Eptingen, sœur de Berthe.
Passage en 1335 au monastère du duc d'Autriche Albert II de Habsbourg au cours de son voyage officiel en Argovie. L'abbé vend à Anne, bourgeoise de Bâle, pour deux marcs d'argent, des biens.
Le 19 septembre 1437, Frédéric de Rhein (Friedrich von der Pfalz), évêque de Bâle, donne en fief à Turing d'Eptingen l'office de grand maréchal. Il rappelle à cette occasion que lors de son installation l'abbesse d'Ottmarsheim, celle de Masevaux, les abbés de Munster et de Marbach doivent au maréchal de Bâle un marc d'argent.
Au cours des combats entre les Confédérés suisses et l'archiduc Sigismond d'Autriche, en février 1445, le village d'Ottmarsheim est pillé par les Bâlois. Les chanoinesses se réfugient à Colmar.
Le 8 juin 1446 un contingent de Bâlois surprend des mercenaires de Neubourg retranchés dans la « maison de l'abbesse » située à côté de l'abbatiale. Ils pillent l'église et volent l'image miraculeuse de la Vierge, brisent la fontaine de Saint-Quirin, puis emportent le bétail et des prisonniers. L'église résiste au feu. La « maison de l'abbesse est détruite ». L'abbesse Adélaïde de Flachslanden porte plainte devant une cour arbitrale réunie à Colmar. Elle sera dédommagée par l'archiduc Albert d'Autriche.
L'abbesse d'Ottmarsheim, Élisabeth de Blumeneck, fait réaliser vers 1460 des peintures murales dans le chœur dédié à saint Pierre, à l'étage des tribunes.
En 1468, les différends entre noblesse du Sundgau et les Bernois amènent ces derniers, avec des détachements de Zurich et de Schwyz, à piller les villages de Blotzheim, Bartenheim, Ottmarsheim, entre autres.
L'abbesse Bénigne de Dürckheim fait construire, vers 1495, une chapelle sur le flanc sud-est de l'abbatiale.
L'abbesse Agnès de Dormentz (1567-1584) fait entreprendre plusieurs travaux : une chapelle spéciale pour les chanoinesses est bâtie au nord du chœur de l'église et de nouveaux bâtiments conventuels au nord-ouest.
L'ancienne Pfalz ou « palatium » servant de résidence aux empereurs ou aux princes de la maison d'Autriche quand ils résident à Ottmarsheim est transformée en hôtellerie. En 1584, mention du « Pfalzwirt ».
En 1584, Jacques Christophe Blarer, évêque de Bâle, approuve les nouveaux statuts des chanoinesses. Leur nombre est fixé à dix. Le curé et le prébendier de la chapelle Saint-Quirin assistent aux délibérations du chapitre.
L'abbesse Agnès de Flachslanden reçoit en 1603, de l'abbaye de Muri, des reliques de la Sainte Croix et de la Couronne d'épines. Elles sont exposées sur l'autel de la chapelle Sud qui devient autel paroissial.
En 1687, le chapitre est ruiné par les guerres successives de Louis XIV. Le roi lui fait don de quatre villages dans le Hardt. Le chapitre n'accueille plus que des postulantes ayant au moins seize quartiers de noblesse.
La « chapelle des Dames nobles » est restaurée après 1760.
Vers 1765, Silbermann constate des fissures importantes dans la face sud-ouest.
Le 25 août 1786, l'abbesse Catherine de Flachslanden obtient, grâce à son neveu, un arrêt du Conseil d'État supprimant l'abbaye augustinienne de Marbach au bénéfice des dames nobles d'Ottmarsheim.
14 juillet 1789, prise de la Bastille, à Paris. Début de la Révolution française. Le chapitre, comprenant l'abbesse et six chanoinesses, est dissous en 1790. Les bâtiments claustraux et le mobilier sont vendus comme biens nationaux, puis démolis par les acheteurs. Les stalles de la chapelles des chanoinesses se trouvent dans l'église de Bantzenheim.
Les travaux de restauration de l'enceinte sont préparés et entrepris entre 1833 et 1835, notamment grâce à l'inspecteur général des Monuments historiques Prosper Mérimée. Une seconde campagne de restauration menée par des architectes allemands commence à partir de 1877. C'est lors de ces travaux que sont dégagées les fresques visibles actuellement.
Deux nouvelles cloches coulées à Brest sont installées en grande pompe en 1924, en remplacement de celles réquisitionnées par les autorités allemandes en 1917.
L'église est épargnée lors des combats de la seconde guerre mondiale, notamment lors de la libération du village le 9 février 1945.
Dans la nuit du 27 au 28 février 1991, un violent incendie endommage l'intérieur de l'église et ses fresques. Les magnifiques orgues baroques datant de 1726 et provenant de l'abbaye cistercienne de Lucelle sont détruites. La tribune en bois sculpté de même origine est sauvée. Les trois cloches de l'église sont endommagées par la chaleur et sont inutilisables. Elles sont descendues dans les jours qui suivent l'incendie puis sont stockées. Elles trônent aujourd'hui dans un square au nord de la rue du général de Gaulle à Ottmarsheim.
À cette catastrophe succède un événement heureux, la reprise de la vie monastique : en octobre 1991, un prieuré des Serviteurs de Jésus et de Marie, congrégation fondée en 1930, est créé à Ottmarsheim pour desservir l'église et les paroisses environnantes. Le couvent compte une dizaine de religieux.
La restauration de l'église durera plusieurs années. Dès 1993, de nouvelles cloches fondues à Karlsruhe sont installées. Un nouvel orgue, avec un buffet d'inspiration baroque, est inauguré en 2000.